# Liste der Biografien/Nas
Liste der Biografien |
Portal Biografien |
Personensuche
# |
A |
B |
C |
D |
E |
F |
G |
H |
I |
J |
K |
L |
M |
N |
O |
P |
Q |
R |
S |
T |
U |
V |
W |
X |
Y |
Z |
?
 
Na |
Nb |
Nc |
Nd |
Ne |
Nf |
Ng |
Nh |
Ni |
Nj |
Nk |
Nl |
Nm |
Nn |
No |
Nr |
Ns |
Nt |
Nu |
Nv |
Nw |
Nx |
Ny |
Nz
 
Naa |
Nab |
Nac |
Nad |
Nae |
Naf |
Nag |
Nah |
Nai |
Naj |
Nak |
Nal |
Nam |
Nan |
Nao |
Nap |
Naq |
Nar |
Nas |
Nat |
Nau |
Nav |
Naw |
Nax |
Nay |
Naz
Die Liste der Biografien führt alle Personen auf, die in der deutschsprachigen Wikipedia einen Artikel haben. Dieses ist eine Teilliste mit 577 Einträgen von Personen, deren Namen mit den Buchstaben „Nas“ beginnt.

## Nas
- Nas (* 1973), US-amerikanischer Rap-MusikerNas (* 1973)

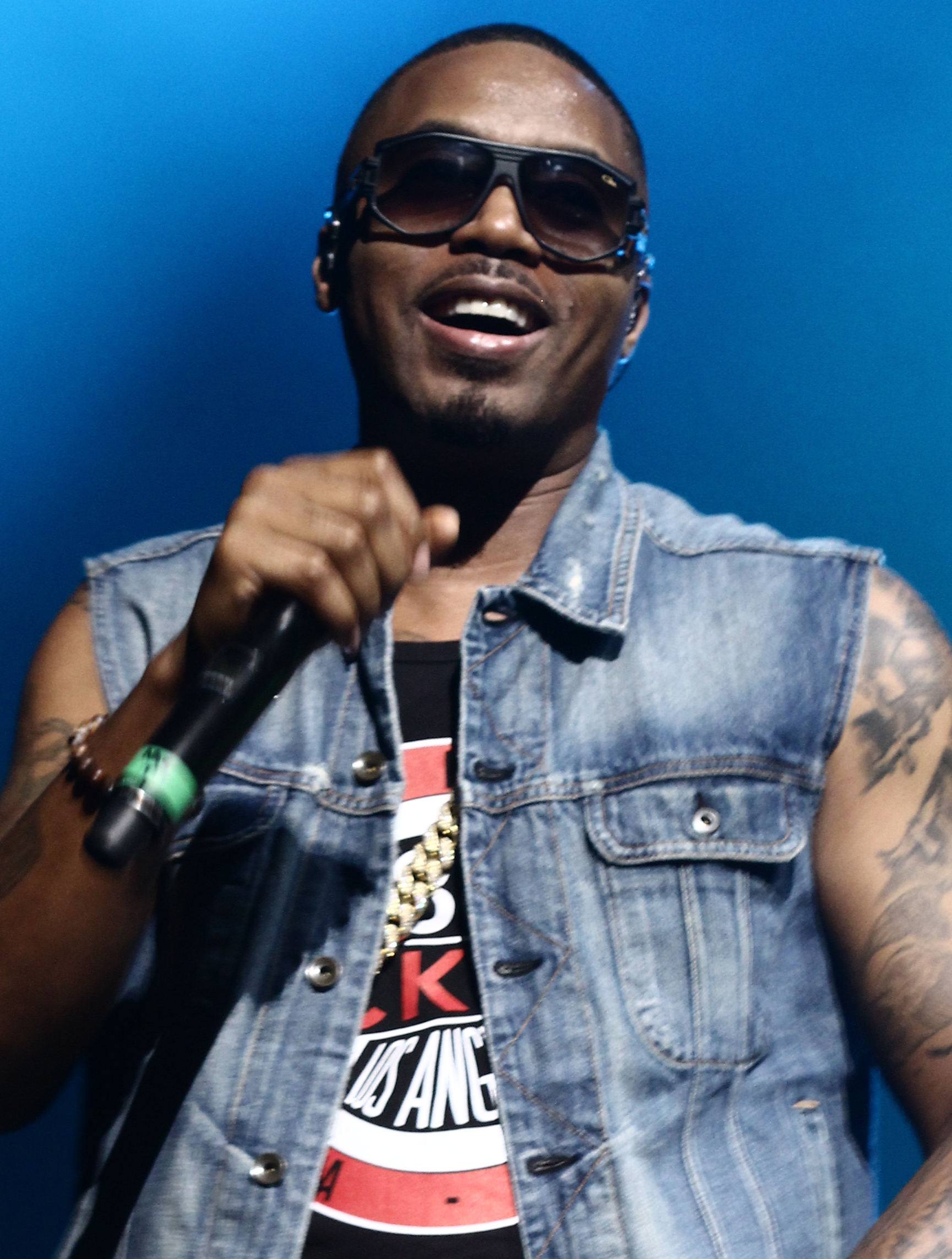
Nas (* 1973)

- Nas, Ersin (* 1978), deutscher Politiker (CDU)
- Nas, Johannes (1534–1590), Franziskaner (OFM) und Kontroverstheologe
- Nas, Mehmet (* 1979), türkischer Fußballspieler
- Nas, Siraçhan (* 2002), türkischer Fußballspieler

### Nasa
- Nasacken, Gustav von (1801–1876), russischer Generalmajor
- Nasackin, Friedrich (1797–1876), estländischer Schriftsteller
- Nasackin, Jakob Reinhold (1801–1899), russischer Generalmajor
- Nasackin, Michael (1813–1882), russischer Generalmajor
- Nasackin, Reinhold Johann (1787–1831), russischer Generalmajor
- Nasafī, ʿAzīz ad-Dīn († 1287), Sufi der zentralasiatischen Kubrawiyya-Bruderschaft
- Nasajpour, Shahrad (* 1989), iranischer Leichtathlet im Flüchtlingsteam
- Nasaka, Senkichiro (1923–2014), japanischer Künstler
- Nasaka, Yuko (* 1938), japanische Künstlerin
- Nasakhma, nubischer König
- Nasalli Rocca di Corneliano, Giovanni (1872–1952), italienischer Geistlicher, Erzbischof von Bologna
- Nasalli Rocca di Corneliano, Mario (1903–1988), italienischer Geistlicher, Titularerzbischof von Antium und Kardinal
- Nasalli Rocca, Amedeo (1852–1926), italienischer Beamter, Präfekt
- Nasalli-Ratti, Ignazio (1750–1831), italienischer Geistlicher und Diplomat, Titularerzbischof von Cyrrhus und Kardinal
- Nasalsa, nubische Königin
- Nasanburmaa, Otschirbatyn (* 1989), mongolische Ringerin
- Nasar, Mustafa Setmariam (* 1958), syrischer Terrorist
- Nasar, Sylvia (* 1947), deutschstämmige Journalistin, Hochschullehrerin und Autorin
- Nasarawa, Wolha (* 1977), belarussische Biathletin
- Nasarbajew, Nursultan (* 1940), kasachischer Politiker, Präsident Kasachstans (seit 1991)Nursultan Nasarbajew (* 1940)

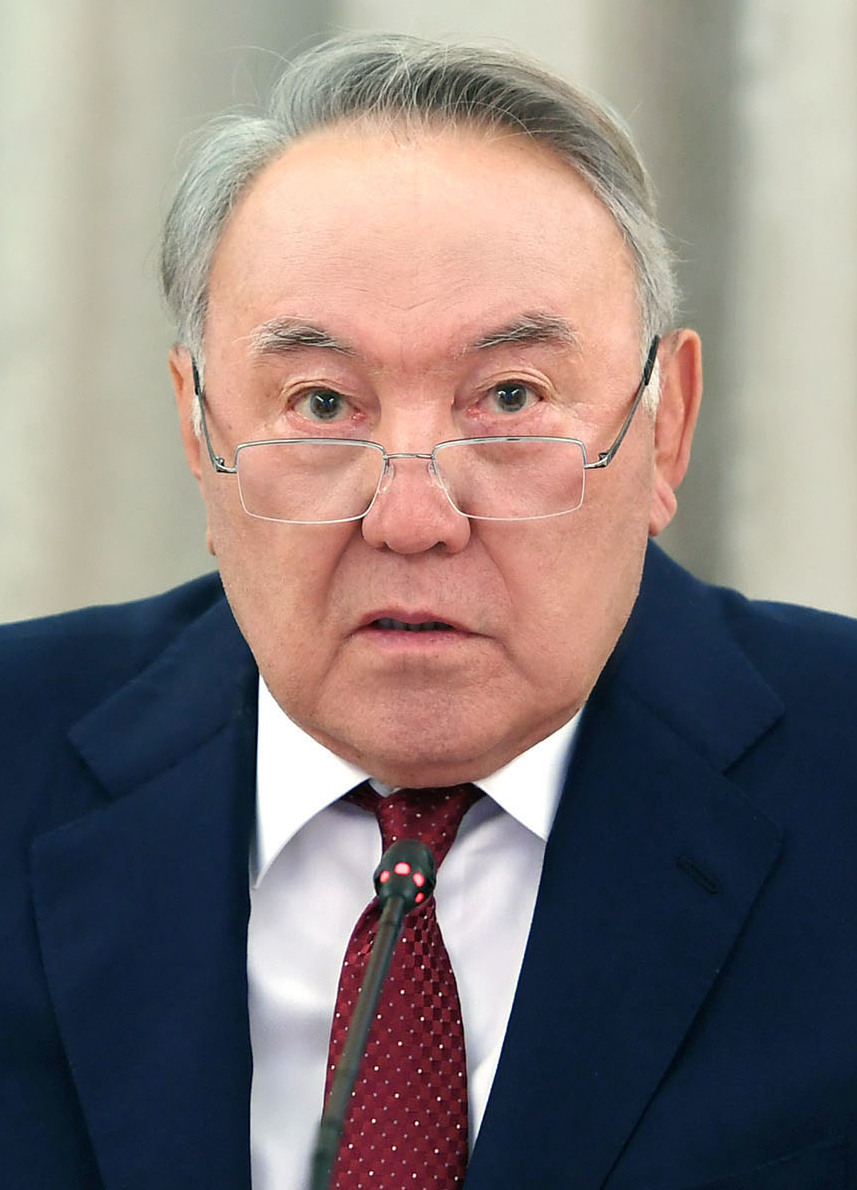
Nursultan Nasarbajew (* 1940)

- Nasarbajewa, Darigha (* 1963), kasachische Unternehmerin
- Nasarek, Hans-Jürgen (* 1947), deutscher Fußballspieler
- Nasarenko, Anastassija Konstantinowna (* 1993), russische Turnerin und Olympiasiegerin
- Nasarenko, Anatoli Iwanowitsch (* 1948), sowjetischer Ringer
- Nasarenko, Anton Sergejewitsch (* 1984), russischer Badmintonspieler
- Nasarenko, Oleksandr (* 2000), ukrainischer Fußballspieler
- Nasarenko, Serhij (* 1980), ukrainischer Fußballspieler
- Nasarenko, Swjatoslaw (* 2004), kasachischer nordischer Kombinierer und Skispringer
- Nasarenko, Wiktor (* 1956), ukrainischer Offizier
- Nasaridze-Çakır, Natalia (* 1972), türkische Bogenschützin
- Nasarjan, Armen (* 1974), armenischer und bulgarischer Ringer
- Nasarjan, Armen (* 1982), armenischer Judoka
- Nasarjan, Edmond Armen (* 2002), bulgarischer Ringer
- Nasarjan, Lena (* 1983), armenische Politikerin, Journalistin u. Vizepräsidentin der Nationalversammlung
- Nasarkina, Darja Alexandrowna (* 1999), russische Tennisspielerin
- Nasarow, Andrei Wiktorowitsch (* 1974), russischer Eishockeyspieler und -trainer
- Nasarow, Daler (* 1959), tadschikischer Filmkomponist, Sänger und Schauspieler
- Nasarow, Dilschod (* 1982), tadschikischer Hammerwerfer
- Nasarow, Fjodor Lwowitsch (* 1967), russischer Mathematiker
- Nasarow, Iwan Nikolajewitsch (1906–1957), russischer Chemiker
- Nasarow, Mehrubon (1922–1993), sowjetischer Künstler und Politiker
- Nasarow, Michail Andrejewitsch (* 1994), russischer Skispringer
- Nasarow, Orsubek (* 1966), kirgisischer Politiker und Boxer
- Nasarow, Sabine (* 1965), deutsche Volleyballspielerin
- Nasarow, Wjatscheslaw Sergejewitsch (1952–1996), russischer Jazz-Posaunist und Sänger
- Nasarowa, Anna Sergejewna (* 1986), russische Weitspringerin
- Nasarowa, Gjulnara Gennadjewna (* 1998), russische Tennisspielerin
- Nasarowa, Irina Wiktorowna (* 1957), sowjetische Leichtathletin
- Nasarowa, Natalja Wiktorowna (* 1979), russische Leichtathletin
- Nasarowa, Oleksandra (* 1996), ukrainische Eiskunstläuferin
- Nasarowa, Olga Wladimirowna (* 1965), russische Leichtathletin
- Nasarowa, Sitora, kasachische Popsängerin tadschikischer Herkunft
- Nasarowa, Walentina Wiktorowna (* 1987), russische Biathletin
- Nasarowa, Warwara (* 1997), kasachische Speerwerferin
- Nasarski, Geri (1944–2020), deutsche Fernsehjournalistin
- Nasarsoda, Abdulhalim Mirso (1964–2015), tadschikischer Generalmajor und stellvertretender Verteidigungsminister der Republik Tadschikistan
- Nasaruddin, Nazmi (* 1990), malaysischer Fußballschiedsrichter
- Nasaryna, Jehor (* 1997), ukrainischer Fußballspieler
- Nasaw, Jonathan (* 1947), US-amerikanischer Schriftsteller
- Nasazzi, José (1901–1968), uruguayischer Fußballspieler

### Nasc
- Nasca, Carlos (1873–1936), argentinischer Tangokomponist und Plattenproduzent
- Nasca, Sergio (1937–1989), italienischer Filmregisseur und Drehbuchautor
- Nascarella, Arthur J. (* 1944), US-amerikanischer Schauspieler
- Nascentes dos Santos, Tarcísio (* 1954), brasilianischer Geistlicher, Bischof von Duque de Caxias
- Nascentes, Antenor (1886–1972), brasilianischer Romanist, Lusitanist, Hispanist, Didaktiker, Grammatiker und Lexikograf
- Naschaschibi, Raghib an- (1881–1951), palästinensisch-arabischer Notabler, Politiker und jordanischer Minister
- Naschberger, Gerhard (1955–2014), deutscher Maler der Neuen Wilden
- Naschberger, Johannes (* 2000), österreichischer Fußballspieler
- Naschenweng, Katharina (* 1997), österreichische Fußballspielerin
- Naschenweng, Melissa (* 1990), österreichische Musikerin, Volksmusik- und SchlagersängerinMelissa Naschenweng (* 1990)

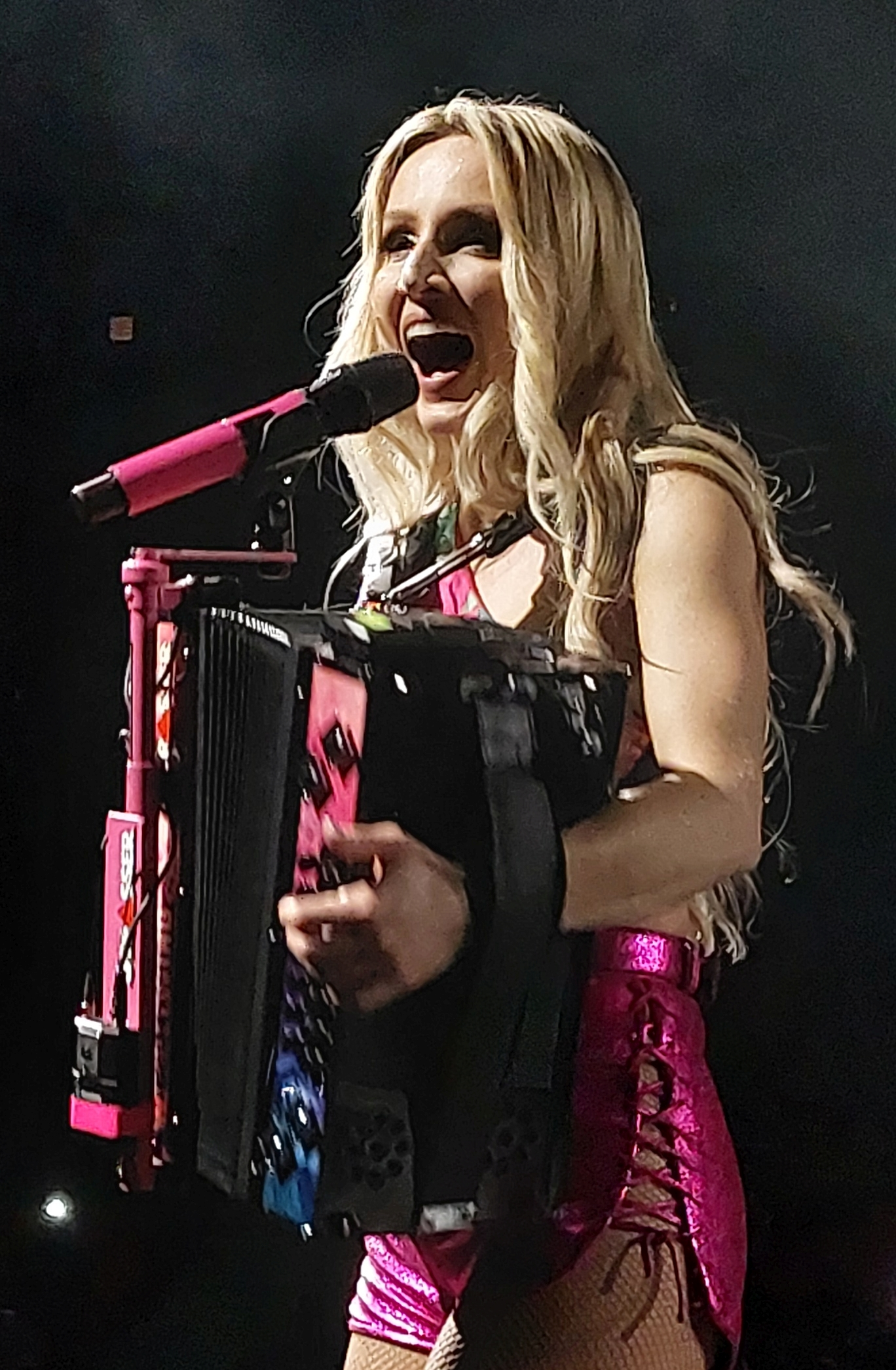
Melissa Naschenweng (* 1990)

- Näscher, Gerald (* 1965), liechtensteinischer Skirennläufer
- Nascher, Ignatz Leo (1863–1944), US-amerikanischer Mediziner
- Näscher, Otto (1930–1997), deutscher Grafiker, bildender Künstler und Hochschulprofessor
- Näscher, Wilhelm (1892–1948), liechtensteinischer Landwirt und Politiker (FBP)
- Näschimedenow, Schumeken (1935–1983), kasachischer Schriftsteller, Übersetzer und Dichter
- Naschitz, Fritz (1900–1989), österreichisch-israelischer Manager
- Naschke, Bernd (1943–2017), deutscher Fußballspieler
- Naschold, Elly (1927–1985), österreichische Schauspielerin, Kabarettistin und Sängerin
- Naschold, Frieder (1940–1999), deutscher Sozialforscher und Politikwissenschaftler
- Naschtschokina, Marija Wladimirowna (* 1953), russische Architektin und Kunsthistorikerin
- Naschy, Paul (1934–2009), spanischer Schauspieler, Drehbuchautor und Filmregisseur
- Nascimbene, Mario (1913–2002), italienischer Komponist (Filmmusik)
- Nascimbeni, Giuseppe (1851–1922), italienischer römisch-katholischer Priester und Ordensgründer, Seliger
- Nascimento Breves, Jonílson Clovis (* 1978), brasilianischer Fußballspieler
- Nascimento dos Santos Filho, Domingos (* 1985), brasilianischer Fußballspieler
- Nascimento dos Santos, Luiz Felipe (* 1993), brasilianischer Fußballspieler
- Nascimento dos Santos, Neto (* 1983), brasilianischer Fußballspieler
- Nascimento e Silva, Leonardo Eulálio do (1915–2014), brasilianischer Diplomat und Journalist
- Nascimento Silva, Jenifer do (* 1991), brasilianische Langstreckenläuferin
- Nascimento, Adriano do (* 1970), osttimoresischer Politiker
- Nascimento, Alex Lopes do (* 1969), brasilianischer Fußballspieler
- Nascimento, Alexandra do (* 1981), brasilianische Handballspielerin
- Nascimento, Alexandre do (1925–2024), angolanischer Geistlicher, emeritierter Erzbischof von Luanda und Kardinal
- Nascimento, Álvaro do, osttimoresischer Politiker
- Nascimento, André (* 1979), brasilianischer Volleyball-Nationalspieler
- Nascimento, Antônio (* 1977), brasilianischer Straßenradrennfahrer
- Nascimento, Artur de Souza (1886–1957), brasilianischer Musiker
- Nascimento, Assíria (* 1960), brasilianische Gospelsängerin
- Nascimento, Basílio do (1950–2021), osttimoresischer Geistlicher und römisch-katholischer Bischof von Baucau
- Nascimento, Bruno (* 1991), brasilianischer Fußballspieler
- Nascimento, Carlos (* 1994), portugiesischer Sprinter
- Nascimento, Daniel do (* 1998), brasilianischer Leichtathlet
- Nascimento, Davi José Silva do (* 1984), brasilianischer Fußballspieler
- Nascimento, Denílson Martins (* 1976), brasilianischer Fußballspieler
- Nascimento, Dora (* 1967), brasilianische Geographin und Politikerin
- Nascimento, Eduardo (1943–2019), angolanischer Sänger
- Nascimento, Fabiula (* 1978), brasilianische Schauspielerin
- Nascimento, Felipe Wallace do (* 1991), brasilianischer Fußballspieler
- Nascimento, Francisco Manuel do (1734–1819), portugiesischer Lyriker und Ordensmann
- Nascimento, Frederico (1852–1924), portugiesisch-brasilianischer Cellist und Musikpädagoge
- Nascimento, Geraldo (1936–2022), brasilianischer Ordensgeistlicher, Weihbischof in Fortaleza
- Nascimento, Gilberto Carlos (* 1966), brasilianischer Fußballspieler
- Nascimento, Giordano Bruno do (* 1981), brasilianischer Komponist und Dirigent
- Nascimento, Hugo Henrique Assis do (* 1980), brasilianischer Fußballspieler
- Nascimento, João Batista Alves do (* 1972), brasilianischer Ordensgeistlicher, römisch-katholischer Bischof von Barra
- Nascimento, José (* 1947), portugiesischer Filmregisseur und Filmeditor
- Nascimento, José Augusto Borges (* 1959), brasilianischer Fußballtrainer
- Nascimento, José Eudes Campos do (* 1966), brasilianischer Geistlicher und römisch-katholischer Bischof von São João del-Rei
- Nascimento, José Róbson do (* 1970), brasilianischer Fußballspieler
- Nascimento, Lopo do (* 1942), angolanischer Politiker, Premierminister von Angola
- Nascimento, Marcos Antonio García (* 1979), brasilianischer Fußballspieler
- Nascimento, Matheus (* 2004), brasilianischer Fußballspieler
- Nascimento, Matheus Leite (* 1983), brasilianischer Fußballspieler
- Nascimento, Michael Jefferson (* 1982), brasilianischer Fußballspieler
- Nascimento, Milton (* 1942), brasilianischer MusikerMilton Nascimento (* 1942)

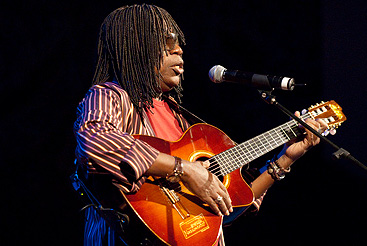
Milton Nascimento (* 1942)

- Nascimento, Norton (1962–2007), brasilianischer Schauspieler
- Nascimento, Rhayner Santos (* 1990), brasilianischer Fußballspieler
- Nascimento, Rodrigo (* 1985), brasilianischer Straßenradrennfahrer
- Nascimento, Rodrigo do (* 1994), brasilianischer Sprinter
- Nascimento, Samuel (* 1990), brasilianischer Schauspieler, Sänger und Tänzer
- Nascimento, Vivaldo (* 1980), brasilianischer Fußballspieler
- Nascimento, Yazaldes (* 1986), são-toméisch-portugiesischer Leichtathlet
- Nasco, Joe (* 1984), US-amerikanischer Fußballtorhüter

### Nasd
- Nasdala, Carola (* 1961), deutsche Violinistin
- Nasdalla, Dieter (* 1940), deutscher Fußballspieler
- Nasdalla, Günther (* 1945), deutscher Fußballspieler

### Nase
- Nase, Henning (* 1941), deutscher Soziologe, Ministerialbeamter und Spion
- Nase, Julius (1861–1946), reformierter Theologe und Regionalhistoriker
- Nase, Nesti (1922–1994), albanischer kommunistischer Diplomat und Politiker
- Nase, Siri (* 1986), deutsche Schauspielerin
- Naseband, Michael (* 1965), deutscher Schauspieler, Gastwirt und PolizeibeamterMichael Naseband (* 1965)

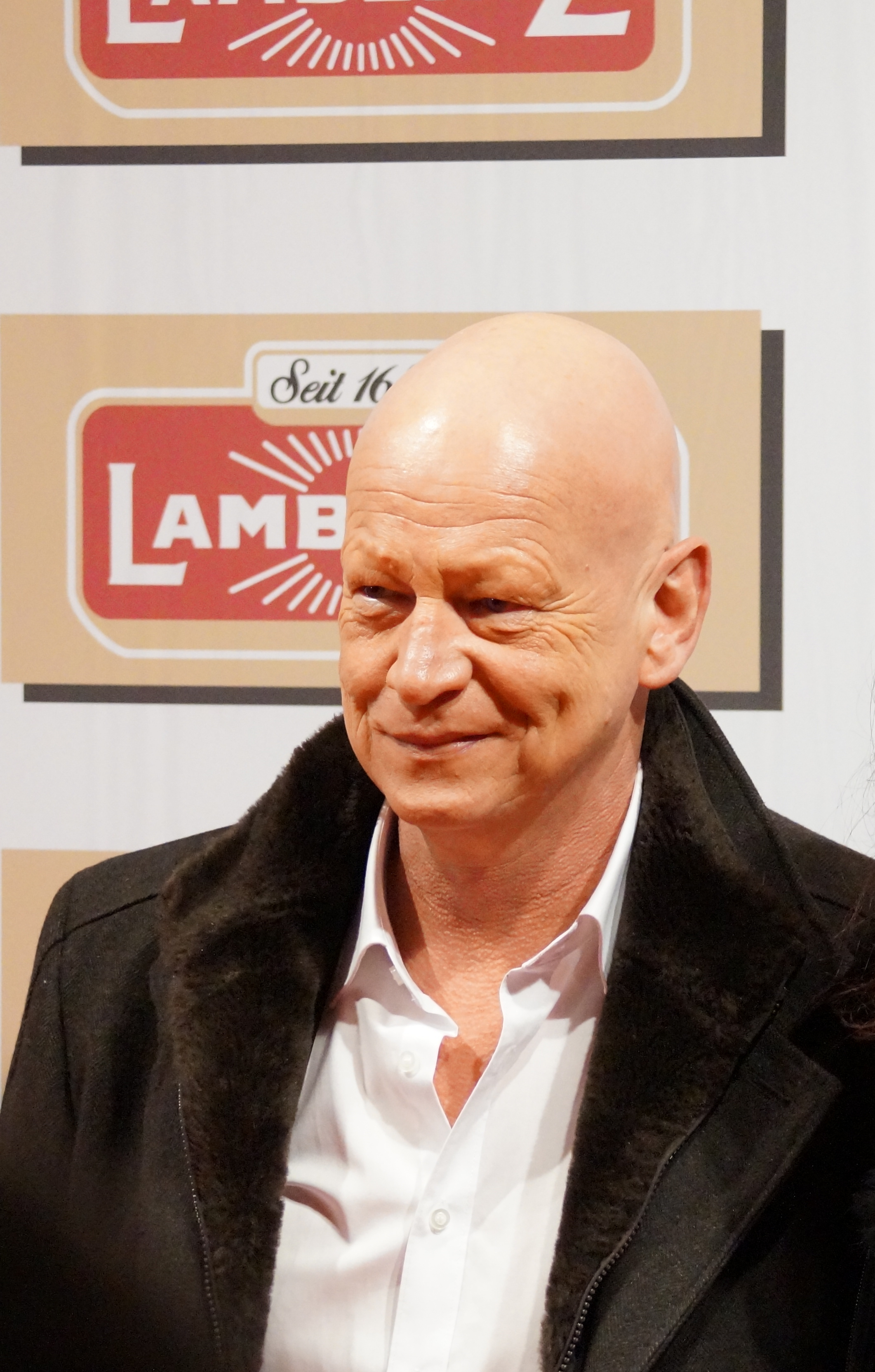
Michael Naseband (* 1965)

- Nasecheperensachmet, ägyptischer Beamter
- Naseem, Ayesha (* 2004), pakistanische Cricketspielerin
- Naseem, Faisal (* 1973), Politiker in den Malediven
- Naseer, Ahmed (* 1975), maledivischer Wirtschaftswissenschaftler
- Naseer, Mukhthar (* 1979), maledivischer Fußballspieler
- Nasehi, Arjomand Mohamed (* 1944), iranischer Gewichtheber
- Nasehpour, Nasrollah (1940–2023), iranischer Sänger und Professor für klassischen persischen Gesang
- Naselli, Andrew David (* 1980), US-amerikanischer baptistischer Geistlicher, Theologe und Professor
- Nasellius Proclianus, Publius, Centurio (Legio VIII Augusta)
- Nasemann, Karl (1908–2000), deutscher Arbeiter und Gewerkschaftsfunktionär
- Nasemann, Marie (* 1989), deutsches Model, Schauspielerin, Sängerin und BloggerinMarie Nasemann (* 1989)

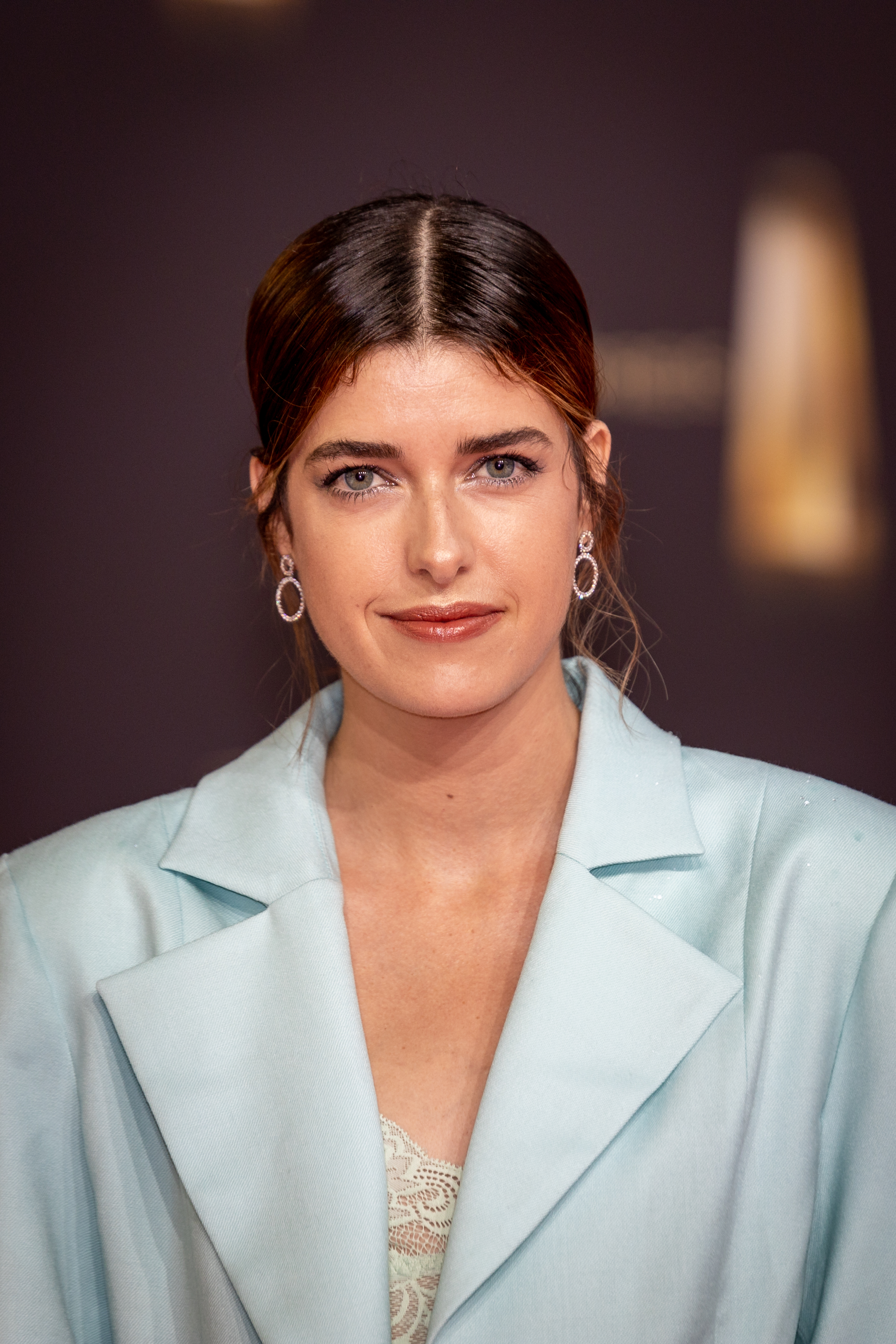
Marie Nasemann (* 1989)

- Nasemann, Otto (1821–1895), deutscher Philologe und Gymnasiallehrer
- Nasemann, Theodor (1923–2020), deutscher Dermatologe und Schriftsteller
- Nasennius Libanus, Publius, antiker römischer Toreut
- Nasennius Marcellus, Gaius, römischer Offizier (Kaiserzeit)
- Nasennius Severus, Titus, antiker römischer Toreut
- Nasenyana, Ajuma (* 1984), kenianisches Model
- Nāser ad-Din Schāh (1831–1896), persischer Schah (1848–1896)
- Naser al Molk, Abolqasem (1863–1927), iranischer Politiker und Ministerpräsident Irans
- Näser, Claudia (* 1970), deutsche Ägyptologin
- Näser, Friedrich Eduard (1821–1876), deutscher Politiker (Nationalliberale Partei), Abgeordneter im Sächsischen Landtag
- Näser, Johann Gottlieb, deutscher Orgelbauer
- Näser, Johann Gottlieb (1754–1816), deutscher Orgelbauer
- Naser, Kadhim (* 1997), irakischer Hürdenläufer
- Naser, Kathleen (* 1975), deutsche Ruderin
- Naser, Roa'a (* 1991), jordanische Handballspielerin
- Naser, Salwa Eid (* 1998), bahrainische Sprinterin nigerianischer HerkunftSalwa Eid Naser (* 1998)

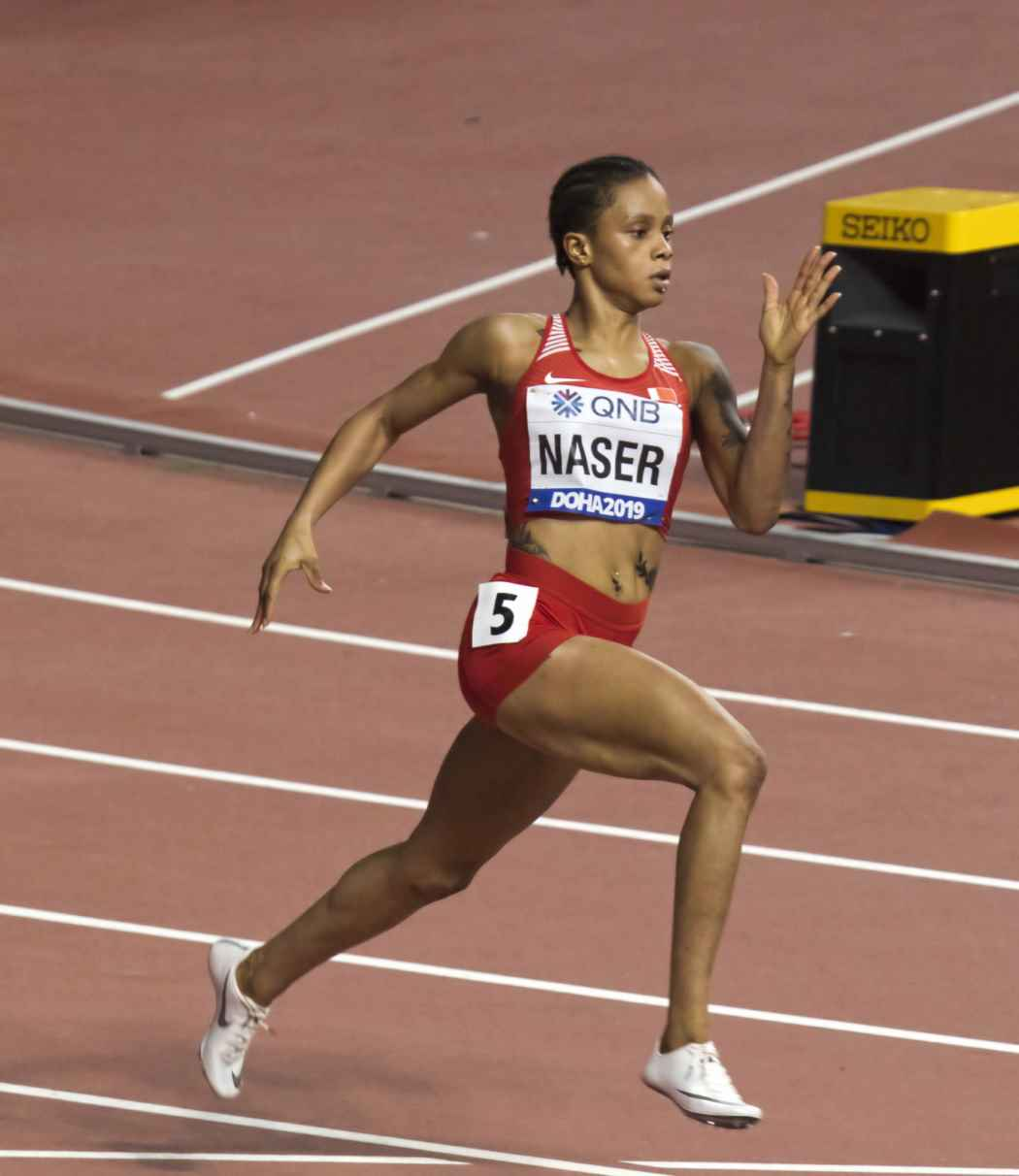
Salwa Eid Naser (* 1998)

- Naser, Siegfried (* 1951), deutscher Politiker (CSU) und Präsident des Bayerischen Sparkassenverbands
- Naseri, Christopher (* 1970), nigerianischer römisch-katholischer Geistlicher und Weihbischof in Calabar
- Naseri, Jalil (* 1995), iranischer Leichtathlet
- Naserin, Fereydun (* 1930), iranischer Komponist und Dirigent, Leiter des Teheraner Philharmonischen Orchesters

### Nasf
- Nasfell, Emma, US-amerikanische Schauspielerin und Synchronsprecherin
- Nasfeter, Olga (* 1981), deutsch-polnische Theaterschauspielerin

### Nash
- Nash (* 1992), deutscher Rapper
- Nash the Slash (1948–2014), kanadischer Musiker, Komponist, Performancekünstler und Labelbetreiber
- Nash, Abner (1740–1786), US-amerikanischer Politiker, Gouverneur von North Carolina
- Nash, Alanna (* 1950), US-amerikanische Journalistin und Sachbuchautorin
- Nash, Anthony (1936–2022), britischer Bobfahrer
- Nash, Arthur (1914–2000), kanadischer Eishockeytorwart
- Nash, Avi, US-amerikanischer SchauspielerAvi Nash

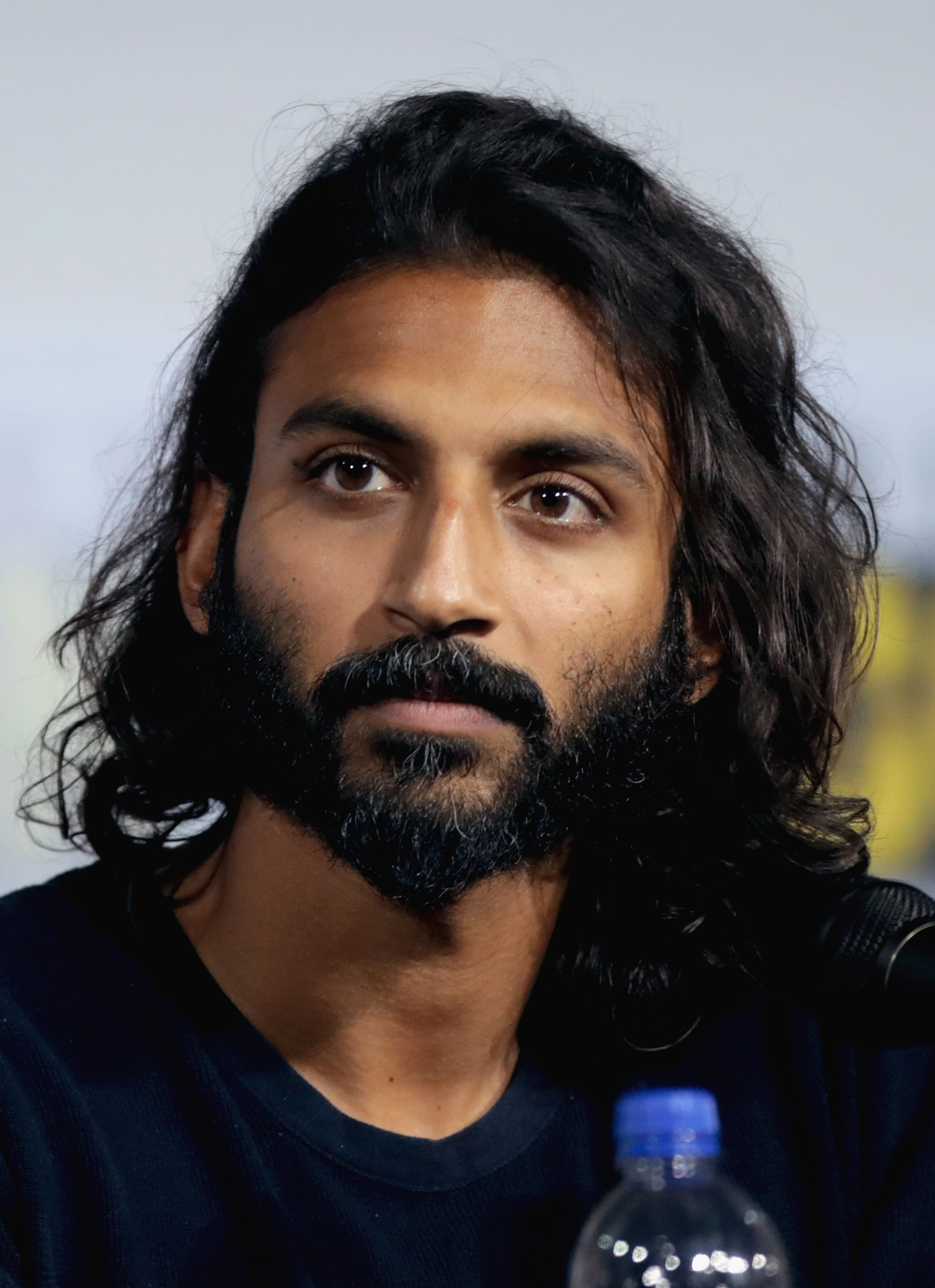
Avi Nash

- Nash, Beau (1674–1761), britischer Dandy
- Nash, Blanche (1902–1964), südafrikanische Schwimmerin
- Nash, Brian (* 1963), englischer Gitarrist bei Frankie Goes To Hollywood
- Nash, Caitlin (* 2003), kanadische Rennrodlerin
- Nash, Carlo (* 1973), englischer Fußballspieler
- Nash, Charles E. (1844–1913), US-amerikanischer Politiker
- Nash, Charles W. (1864–1948), amerikanischer Automobilunternehmer
- Nash, Clarence (1904–1985), US-amerikanischer Stimmkünstler
- Nash, David (1939–2016), walisischer Rugbyspieler
- Nash, David (* 1945), englischer Bildhauer und Land-Art-Künstler
- Nash, Diane (* 1938), US-amerikanische Bürgerrechtsaktivistin
- Nash, Erik (* 1959), US-amerikanischer Spezialeffektkünstler
- Nash, Ernest (1898–1974), deutschamerikanischer Fotograf und Archäologe
- Nash, Florence (1888–1950), US-amerikanische Theater- und Filmschauspielerin
- Nash, George (* 1989), britischer Ruderer
- Nash, George K. (1842–1904), US-amerikanischer Politiker
- Nash, Gerald (* 1975), irischer Politiker
- Nash, Gerald David (1928–2000), US-amerikanischer Historiker
- Nash, Gerard (* 1959), irischer Geistlicher, römisch-katholischer Bischof von Ferns
- Nash, Graham (* 1942), britischer Sänger und SongwriterGraham Nash (* 1942)

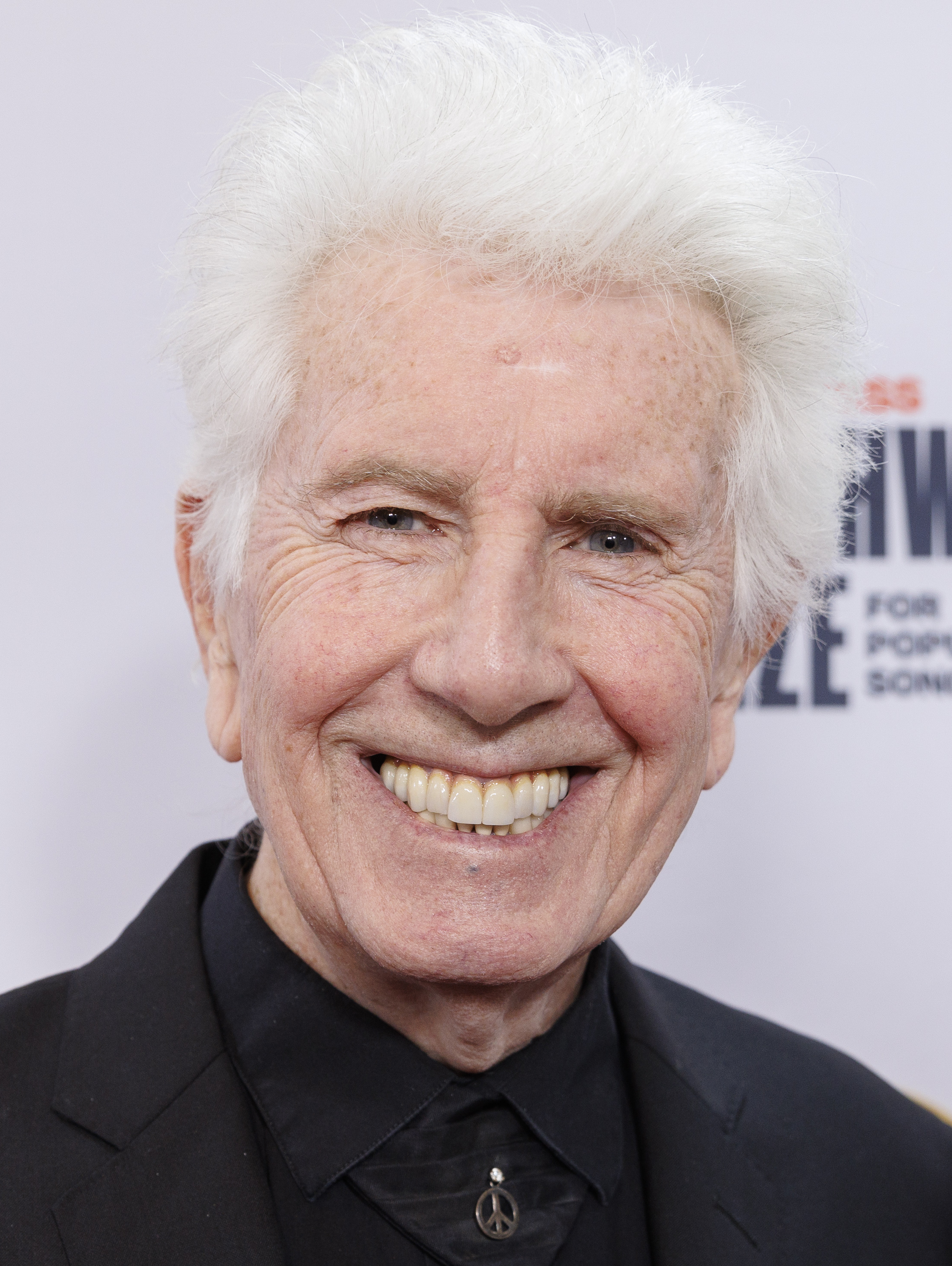
Graham Nash (* 1942)

- Nash, Heddle (1894–1961), englischer Sänger
- Nash, Howard A. (1937–2011), US-amerikanischer Biochemiker und Genetiker
- Nash, Israel (* 1981), amerikanischer Indierockmusiker
- Nash, James (* 1985), britischer Autorennfahrer
- Nash, Jennifer (* 1966), Schauspielerin
- Nash, Joe (* 1960), US-amerikanischer Footballspieler
- Nash, John (1752–1835), englischer Regency-Architekt
- Nash, John (1893–1977), britischer Maler, Holzstecher und Illustrator
- Nash, John Forbes Jr. (1928–2015), US-amerikanischer Mathematiker
- Nash, John, Baron Nash (* 1949), britischer Geschäftsmann, Politiker und Mitglied des Unterhauses (Conservative Party)
- Nash, Johnny (1940–2020), US-amerikanischer Pop- und Reggaemusiker sowie Schauspieler
- Nash, Jørgen (1920–2004), dänischer Bildhauer, Maler, Mitglied der Künstlervereinigung CoBrA und der Situationistischen Internationale
- Nash, Joseph (1809–1878), englischer Aquarellmaler und Lithograf
- Nash, Kate (* 1987), britische Singer-Songwriterin
- Nash, Kateřina (* 1977), tschechische Radrennfahrerin und Skilangläuferin
- Nash, Kenneth, US-amerikanischer Jazz-Percussionist, Komponist und Produzent
- Nash, Kevin (* 1959), US-amerikanischer Wrestler und SchauspielerKevin Nash (* 1959)

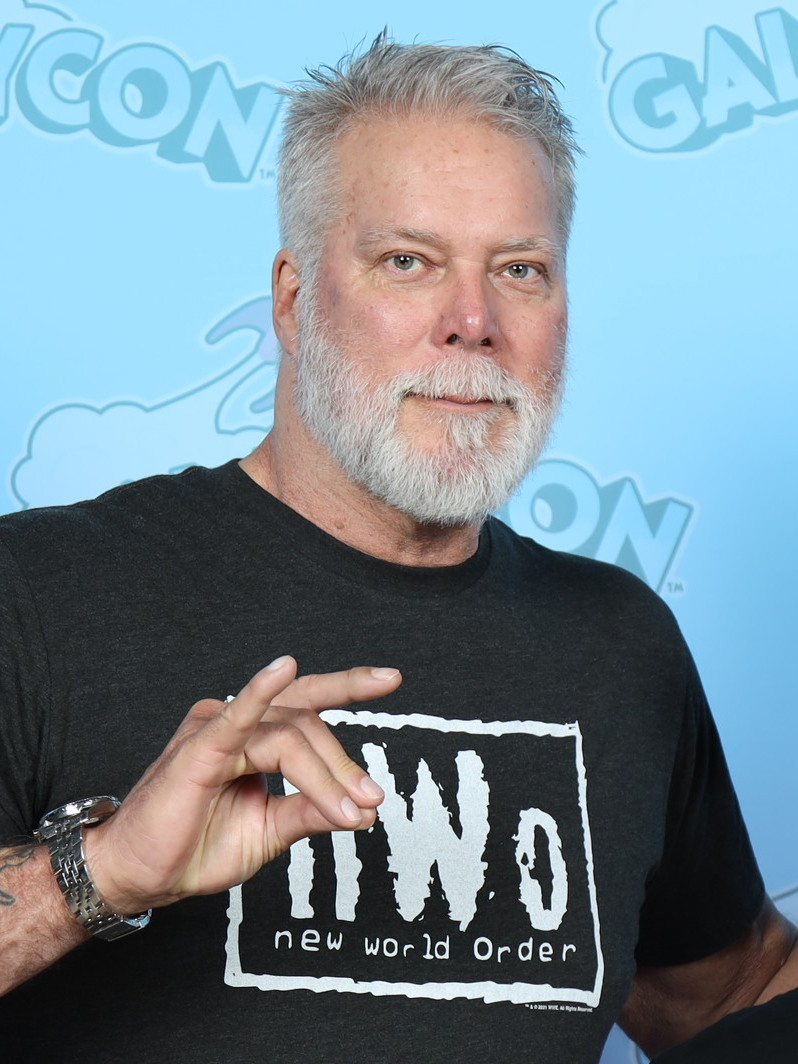
Kevin Nash (* 1959)

- Nash, Lewis (* 1958), US-amerikanischer Jazzschlagzeuger
- Nash, Marcus (* 1971), US-amerikanischer Skilangläufer
- Nash, Marilyn (1926–2011), US-amerikanische Schauspielerin
- Nash, Marvin (1953–2023), kanadischer Sprinter
- Nash, Mary (1884–1976), US-amerikanische Schauspielerin
- Nash, Mel (* 1954), US-amerikanischer Schwimmer
- Nash, N. Richard (1916–2000), US-amerikanischer Schriftsteller und Drehbuchautor
- Nash, Niecy (* 1970), US-amerikanische Schauspielerin
- Nash, Noreen (1924–2023), US-amerikanische Schauspielerin
- Nash, Ogden (1902–1971), US-amerikanischer Lyriker
- Nash, Pamela (* 1984), britische Politikerin (Labour Party), Mitglied des House of Commons
- Nash, Paul (1889–1946), englischer Maler
- Nash, Paul (* 1947), südafrikanischer Sprinter
- Nash, Paul (1948–2005), US-amerikanischer Jazzmusiker und Komponist
- Nash, Philleo (1909–1987), US-amerikanischer Politiker und Anthropologe
- Nash, Rick (* 1984), kanadischer Eishockeyspieler
- Nash, Riley (* 1989), kanadischer Eishockeyspieler
- Nash, Stephen D. (* 1954), englischer Tierillustrator und Naturfotograf
- Nash, Steve (* 1974), britisch-kanadischer Basketballspieler und -trainerSteve Nash (* 1974)

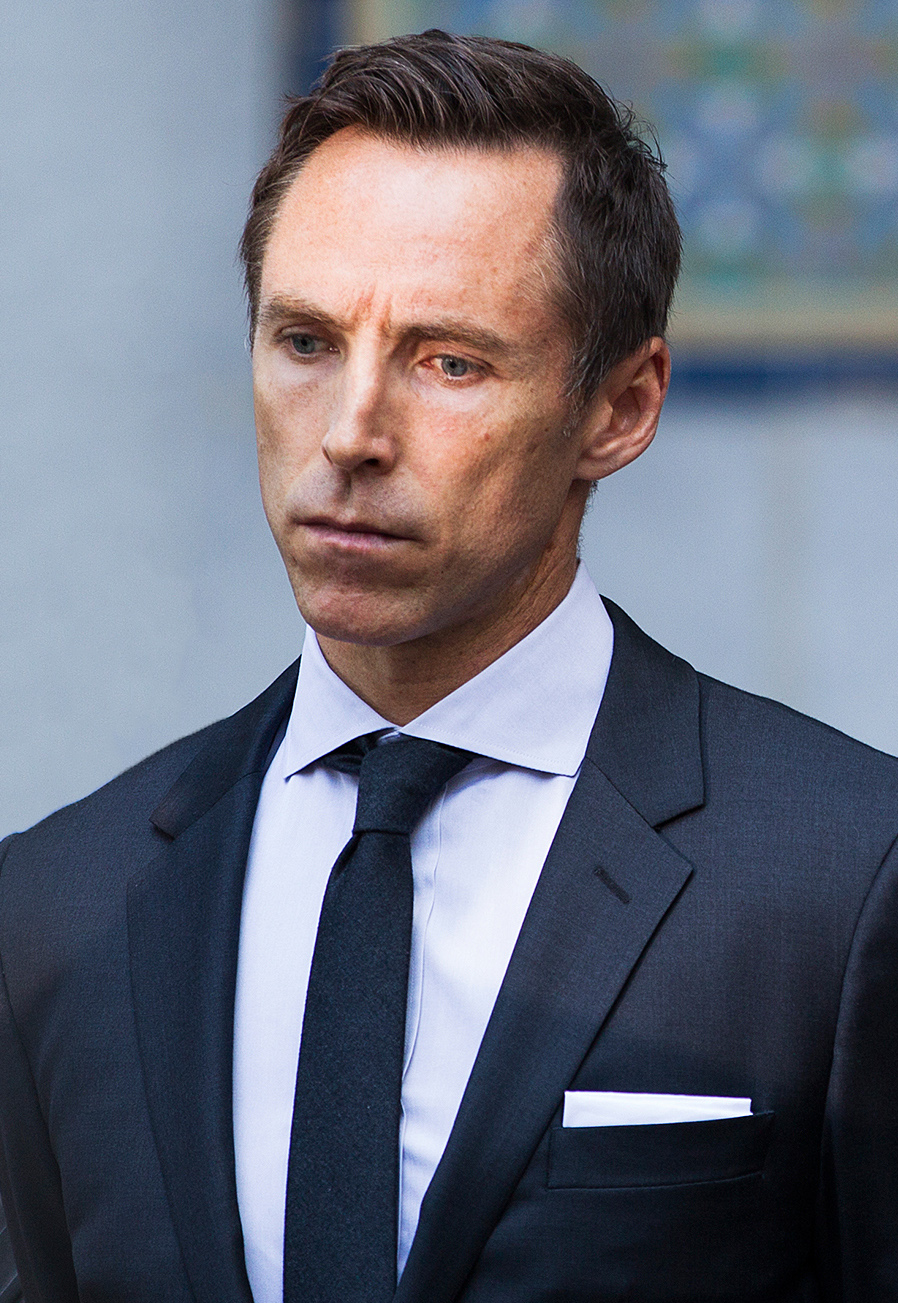
Steve Nash (* 1974)

- Nash, Stuart (* 1967), neuseeländischer Jurist und Politiker der New Zealand Labour Party
- Nash, Ted (1932–2021), US-amerikanischer Ruderer und Rudertrainer
- Nash, Ted (* 1959), US-amerikanischer Jazzmusiker
- Nash, Terre (* 1949), kanadische Filmregisseurin, Drehbuchautorin und Filmeditorin
- Nash, Thomas (* 1979), österreichischer Schauspieler, Sprecher und Drehbuchautor
- Nash, Tommy, US-amerikanischer Schauspieler und Synchronsprecher
- Nash, Tyrone (* 1988), US-amerikanischer Basketballspieler
- Nash, Tyson (* 1975), kanadischer Eishockeyspieler
- Nash, Walter (1882–1968), neuseeländischer Politiker
- Nash, Willard (1898–1942), US-amerikanischer Maler und Grafiker
- Nashabeh, Hisham (* 1931), libanesischer muslimischer Geistlicher
- Nashan, Dorothée (* 1958), deutsche Dermatologin, Hochschullehrerin
- Nashar, Beryl (1923–2012), australische Geologin und Hochschullehrerin
- Nashar, Rania, arabische Informatikerin
- Nashashibi, Ezzat (* 1964), deutsch-palästinensischer Komponist
- Nashashibi, Rosalind (* 1973), britische Filmemacherin und Malerin
- Nashat, Hassan (* 1895), ägyptischer Diplomat
- Nash'at, Ibrahim (* 1990), ägyptischer Dokumentarfilmer und Journalist
- Nashat, Shahryar (* 1975), Schweizer Multimediakünstler
- Nashe, Thomas (* 1567), englischer Dichter, Dramatiker und Satiriker des elisabethanischen Zeitalters
- Nasheed, Mohamed (* 1967), maledivischer Politiker, Präsident der Malediven
- Nashef, Kais (* 1978), israelischer Schauspieler
- Nashef, Khaled (1942–2009), palästinensischer Altorientalist und Vorderasiatischer Archäologe
- Nasheim, Rick (* 1963), österreichisch-kanadischer Eishockeyspieler und -trainer
- Nashenas (* 1935), afghanischer Sänger
- Nashenda, Liborius Ndumbukuti (* 1959), namibischer Geistlicher, römisch-katholischer Erzbischof von Windhuk
- Nasher, Jack (* 1979), deutscher Wirtschaftspsychologe und JuristJack Nasher (* 1979)
- Nashi44, Rapperin

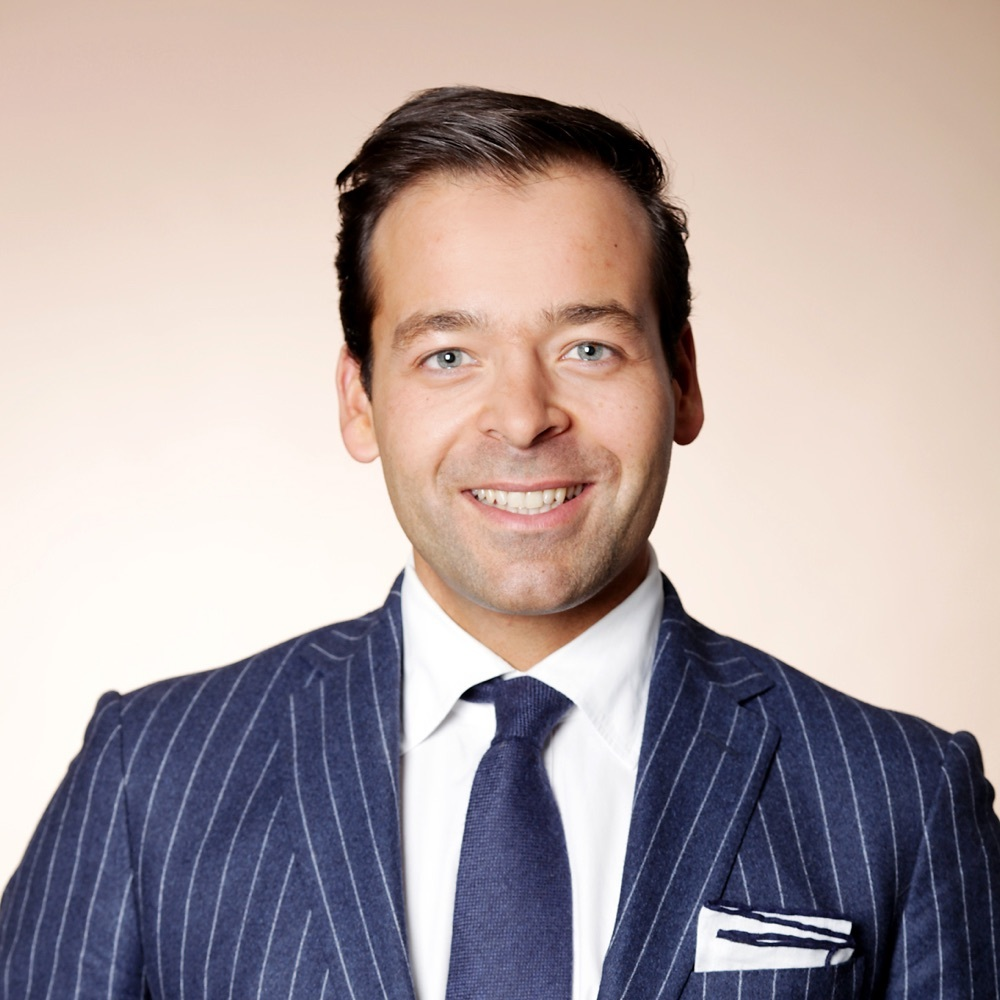
Jack Nasher (* 1979)

- Nashir-Karim, Nadia (1955–2023), Vorsitzende des Afghanischen Frauenvereins e. V. in Hamburg
- Nashiro, Nobuo (* 1981), japanischer Boxer im Superfliegengewicht
- Nashri, Yasir Baalghayth al- (* 1987), saudischer Sprinter

### Nasi
- Nasi, Gracia (1510–1569), Führerin der Marranen
- Nasi, Guglielmo (1879–1971), italienischer General
- Nasi, Joseph (1524–1579), Diplomat, Bankier und Finanzexperte am Hof der osmanischen Sultane Süleyman I. und Selim II.
- Nasib, Abdallah, jordanischer Fußballspieler
- Nasibova, Malahat (* 1969), aserbaidschanische Journalistin und Menschenrechtsaktivistin
- Nasić, Sandra (* 1976), deutsche RocksängerinSandra Nasić (* 1976)

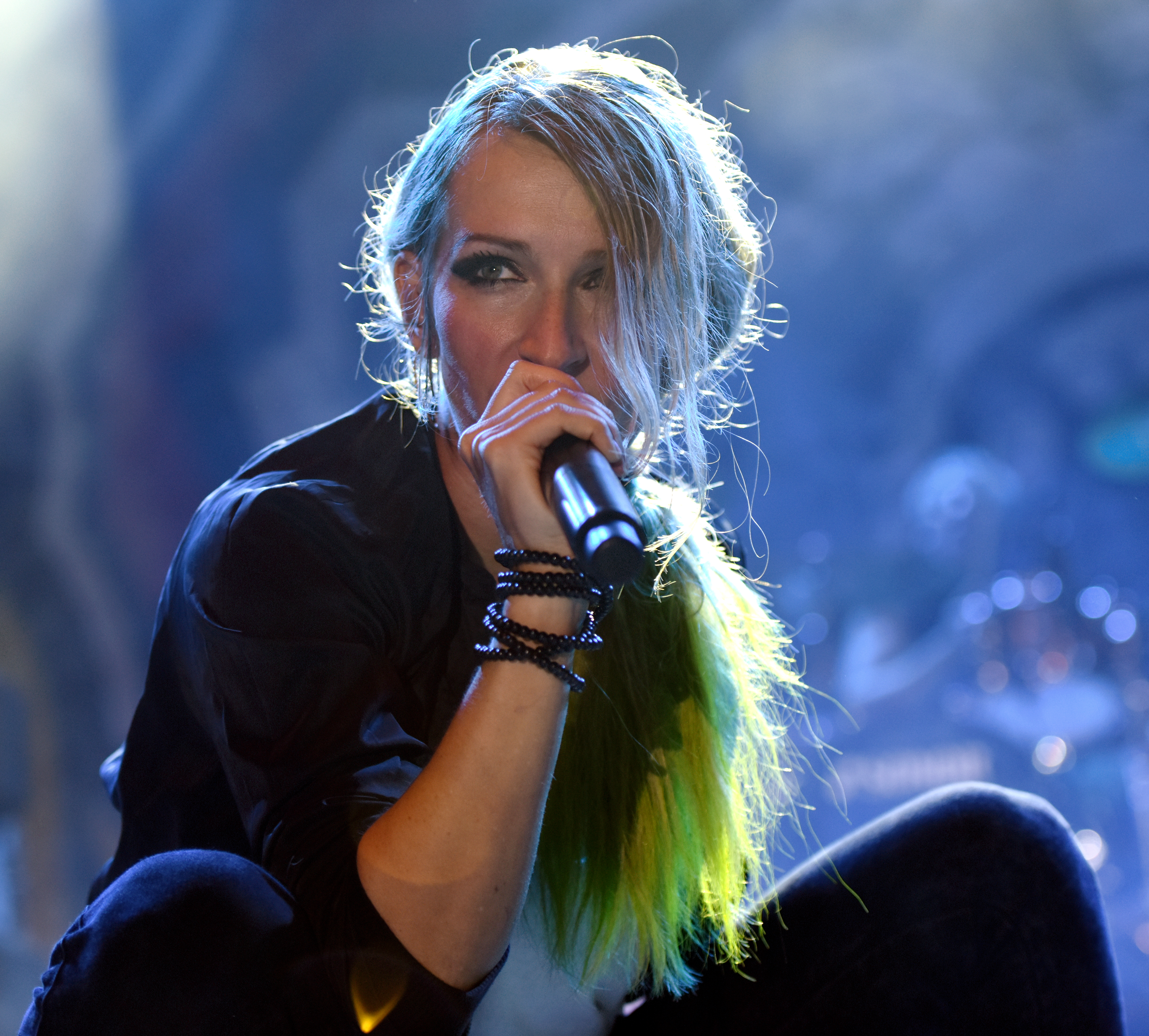
Sandra Nasić (* 1976)

- Nasidienus Rufus, neureicher Römer
- Nasidius, Quintus, römischer Flottenführer
- Nasif, Ferdi (* 1989), bulgarischer Gewichtheber
- Nāsif, Malak Hifnī (1886–1918), ägyptische Frauenrechtlerin
- Nasikwala, Gool, indische Tischtennisspielerin
- Nasiłowska, Anna (* 1958), polnische Literaturhistorikerin, Literaturkritikerin, Prosaschriftstellerin und Lyrikerin
- Nasilowski, Gideon (* 1985), namibischer Schwimmer und paralympischer Athlet
- Nasim, Sängersklavin im Abbasiden-Kalifat
- Nasīmī, aserbaidschanischer Dichter
- Nasimow, Pawel Nikolajewitsch (1829–1902), russischer Seefahrer und Vizeadmiral
- Nasin, Alina (* 2005), deutsche Volleyballspielerin
- Nasini, Alessandro (* 1971), deutscher Fernsehproduzent
- Nasini, Giuseppe Nicola (1657–1736), italienischer Maler
- Nasini, Raffaello (1854–1931), italienischer Chemiker und Professor für Allgemeine Chemie an den Universitäten Padua und Pisa
- Nasini, Venceslao († 1831), italienischer römisch-katholischer Geistlicher, Zisterzienser, Abt und Generalabt
- Nasio, Juan-David (* 1942), argentinischer Psychoanalytiker
- Nasir Dawud, an-, Ayyubide, Emir von Damaskus
- Nasir ibn Alumnas, an- († 1088), Herrscher der Hammadiden in Algerien
- Nasir ibn Murschid († 1649), Imam von Oman (1624–1649)
- Nāsir li-Dīn Allāh, an- (1158–1225), 34. Kalif der Abbasiden (1180–1225)
- Nāsir Muhammad ibn Qalāwūn, an- (1284–1341), Sultan der Mamluken in Ägypten
- Nasir Muhammad IV., an- († 1498), Sultan der Mamluken in Ägypten
- Nasir Taib, Russel Alexander (* 1998), malaysischer Sprinter
- Nasir Yusuf, an- († 1260), Ayyubide, Emir von Aleppo und Homs, Sultan von Damaskus
- Nasir, Aleem (* 1962), deutscher Terrorist und Mitglied von Al-Qaida
- Nasir, Ali ibn Hammud an- († 1018), Kalif von Córdoba (1016–1018)
- Nasir, Halat an- (* 1964), syrische Ministerin für Bebauung und Behausung
- Nasir, Ibrahim (1926–2008), maledivischer Politiker, Präsident der Malediven (1968–1978)
- Nasir, Jamil (* 1955), US-amerikanischer Schriftsteller
- Nasir, Muhammad an- († 1213), vierter Kalif der Almohaden (1199–1213)
- Nasir, Nazri (* 1971), singapurischer Fußballspieler
- Nāsir-i Chusrau (* 1004), persischer Reisender, Theologe, Dichter und Philosoph
- Nasirabadi, Dildar Ali (1752–1820), indischer zwölfer-schiitischer Gelehrter und Ajatollah
- Nasirinia, Shahin (* 1976), iranischer Gewichtheber
- Nəsirov, Elşad (* 1960), aserbaidschanischer Manager, Vizepräsident eines Energieunternehmens
- Nasirov, Seymur (* 1976), aserbaidschanischer Sprachwissenschaftler und Publizist
- Nasirow, Bachtowar Bachirschanowitsch (* 1994), russischer Boxer
- Nasirshelal, Navab (* 1989), iranischer Gewichtheber
- Naşit, Adile (1930–1987), türkische SchauspielerinAdile Naşit (1930–1987)

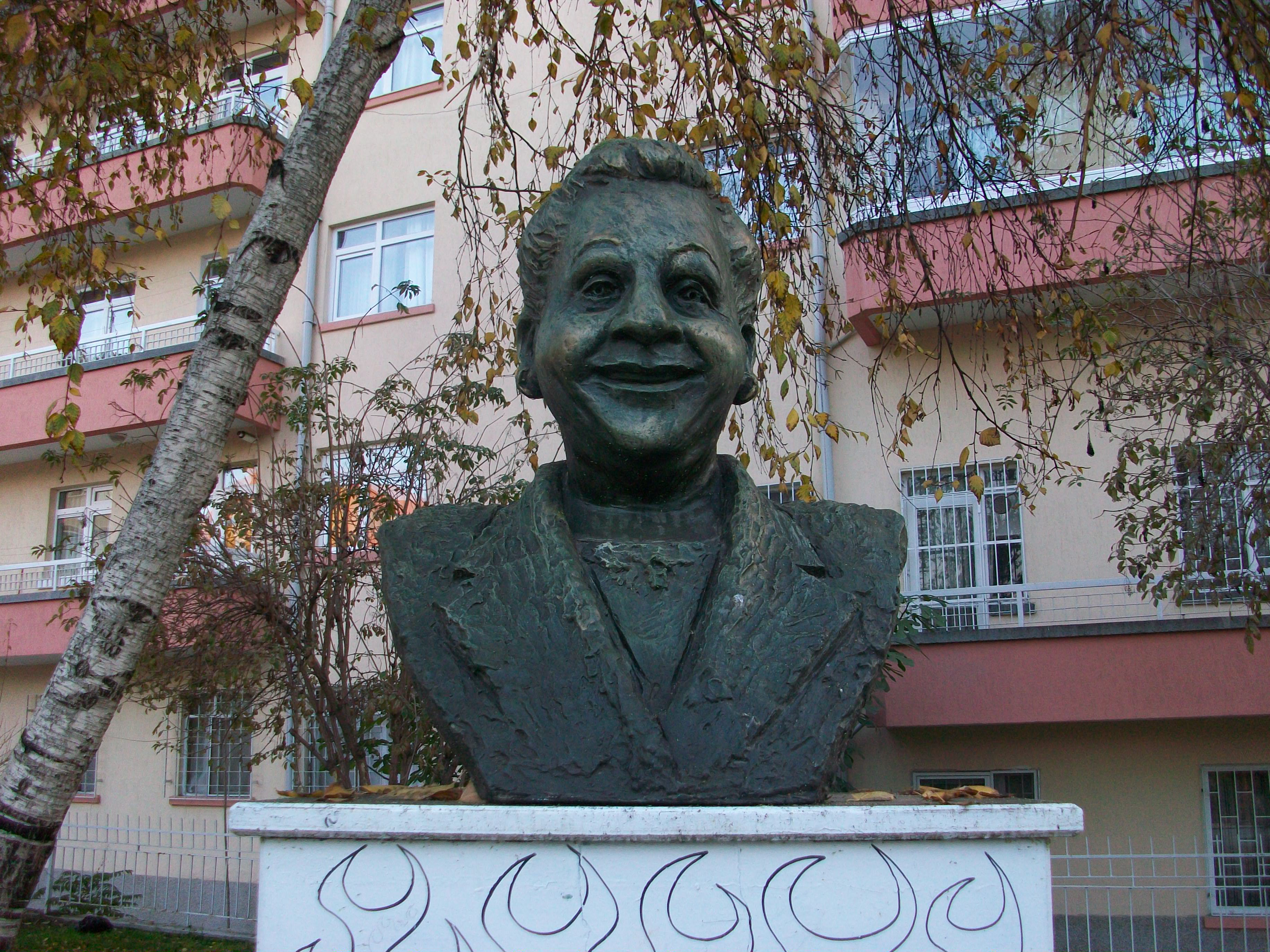
Adile Naşit (1930–1987)

### Nask
- Naske, Elisabeth (* 1963), österreichische Komponistin und Cellistin
- Naske, František Xaver (1884–1959), tschechischer Maler, Dekorateur und Illustrator
- Naske, Tim Ole (* 1996), deutscher Ruderer
- Nasko, Siegfried (* 1943), österreichischer Historiker und Politiker (SPÖ), Landtagsabgeordneter
- Naskrecki, Piotr (* 1966), polnisch-US-amerikanischer Entomologe, Autor, Naturfotograf und Naturschützer
- Naskręcki, Ryszard (* 1958), polnischer Physiker
- Naskrent, Dieter (* 1954), deutscher Offizier

### Nasl
- Näslund, Manfred (1899–1988), schwedischer Forstwissenschaftler
- Näslund, Markus (* 1973), schwedischer Eishockeyspieler und -funktionär
- Näslund, Mats (* 1959), schwedischer Eishockeyspieler
- Näslund, Sandra (* 1996), schwedische Freestyle-Skisportlerin
- Naslymow, Wladimir Aliwerowitsch (* 1945), sowjetischer Fechter

### Nasm
- Nasmith, Ted (* 1956), kanadischer Illustrator und Künstler
- Nasmyth, Alexander (1758–1840), schottischer Porträt- und Landschaftsmaler
- Nasmyth, James (1808–1890), schottischer Ingenieur
- Nasmyth, Kim (* 1952), britischer Zellbiologe und Genetiker
- Nasmyth, Patrick (1787–1831), schottischer Landschaftsmaler

### Naso
- Naso, Eckart von (1888–1976), deutscher Jurist, Schriftsteller und Dramaturg
- Naso, Gianluca (* 1987), italienischer Tennisspieler
- Naso, Heinrich Christoph (1614–1666), deutscher Amtshauptmann und Rittergutsbesitzer
- Naso, Johannes († 1440), Bischof von Chur
- Naso, Lancelot von (* 1976), deutscher Filmregisseur und Drehbuchautor
- Naso, Lucius Antonius, römischer Offizier (Kaiserzeit)
- Naso, Prokopius (1548–1608), Bürgermeister von Zittau
- Nasolini, Sebastiano, italienischer Opernkomponist
- Nason, Carolyn (* 1985), US-amerikanisch-kroatische Fußballspielerin
- Nason, Geraldine Byrne (* 1959), irische Diplomatin und UN-Funktionärin
- Nason, Henry Bradford (1835–1895), amerikanischer Chemiker und Geologe
- Nason, Pieter (1612–1688), niederländischer Maler
- Nasoni, Nicolau (1691–1773), italienischer Architekt, Maler und Dekorateur
- Nasou (* 1986), deutscher Rapper, Sänger und Musikproduzent

### Nasp
- Naspetti, Emanuele (* 1968), italienischer Rennfahrer
- Naspo, Ron, US-amerikanischer Jazzmusiker und Hochschullehrer

### Nasr
- Nasr (1287–1322), Emir von Granada
- Nasr ibn Saiyār (663–748), arabischer Statthalter in Chorassan
- Nasr, Ariel, afghanisch-kanadisch-US-amerikanischer Filmregisseur, Drehbuchautor, Filmproduzent und Kameramann
- Nasr, Felipe (* 1992), brasilianischer Automobilrennfahrer
- Nasr, Hossein (* 1933), iranischer Philosoph und islamischer Mystiker
- Nasr, Rasha (* 1992), deutsche Politikerin (SPD)
- Nasr, Sahar (* 1964), ägyptische Politikerin
- Nasr, Samir (* 1968), deutsch-ägyptischer Regisseur
- Nasr, Vali (* 1960), US-amerikanischer Politikwissenschaftler
- Nasralla, Salvador (* 1953), honduranischer Politiker
- Nasrallah, Emily (1931–2018), libanesische Schriftstellerin
- Nasrallah, Hassan (1960–2024), libanesischer Politiker, Generalsekretär der HisbollahHassan Nasrallah (1960–2024)

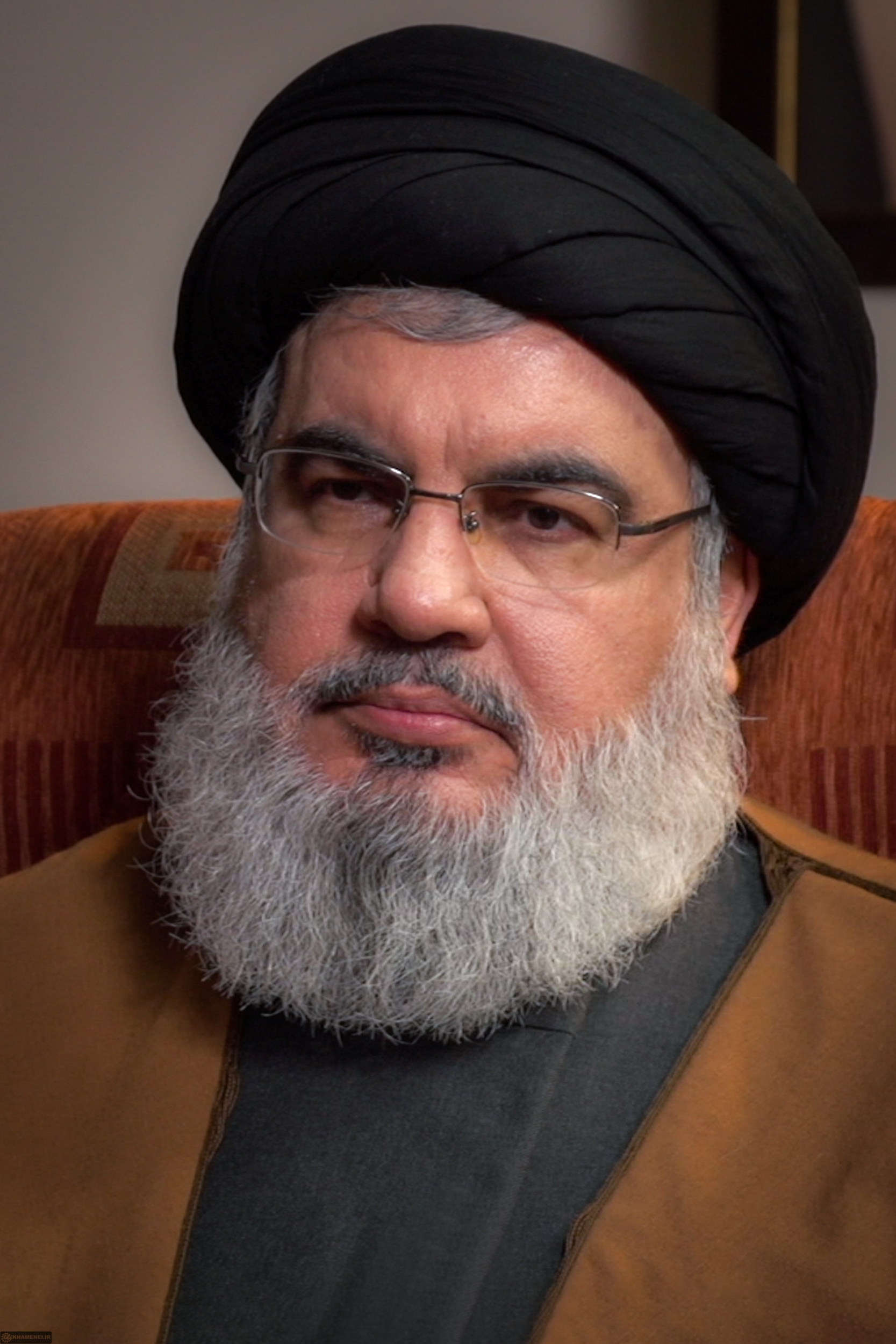
Hassan Nasrallah (1960–2024)

- Nasraoui, Radhia (* 1953), tunesische Menschenrechtsanwältin
- Nasreddine, Alain (* 1975), kanadischer Eishockeyspieler und -trainer
- Nasreddinova, Malika (* 2004), usbekische Leichtathletin
- Nasri, Assala (* 1969), syrische Sängerin
- Nasri, Maya (* 1976), libanesische Schauspielerin und Sängerin
- Nasri, Saleem al- (* 1977), omanischer Sportschütze
- Nasri, Samir (* 1987), französischer FußballspielerSamir Nasri (* 1987)

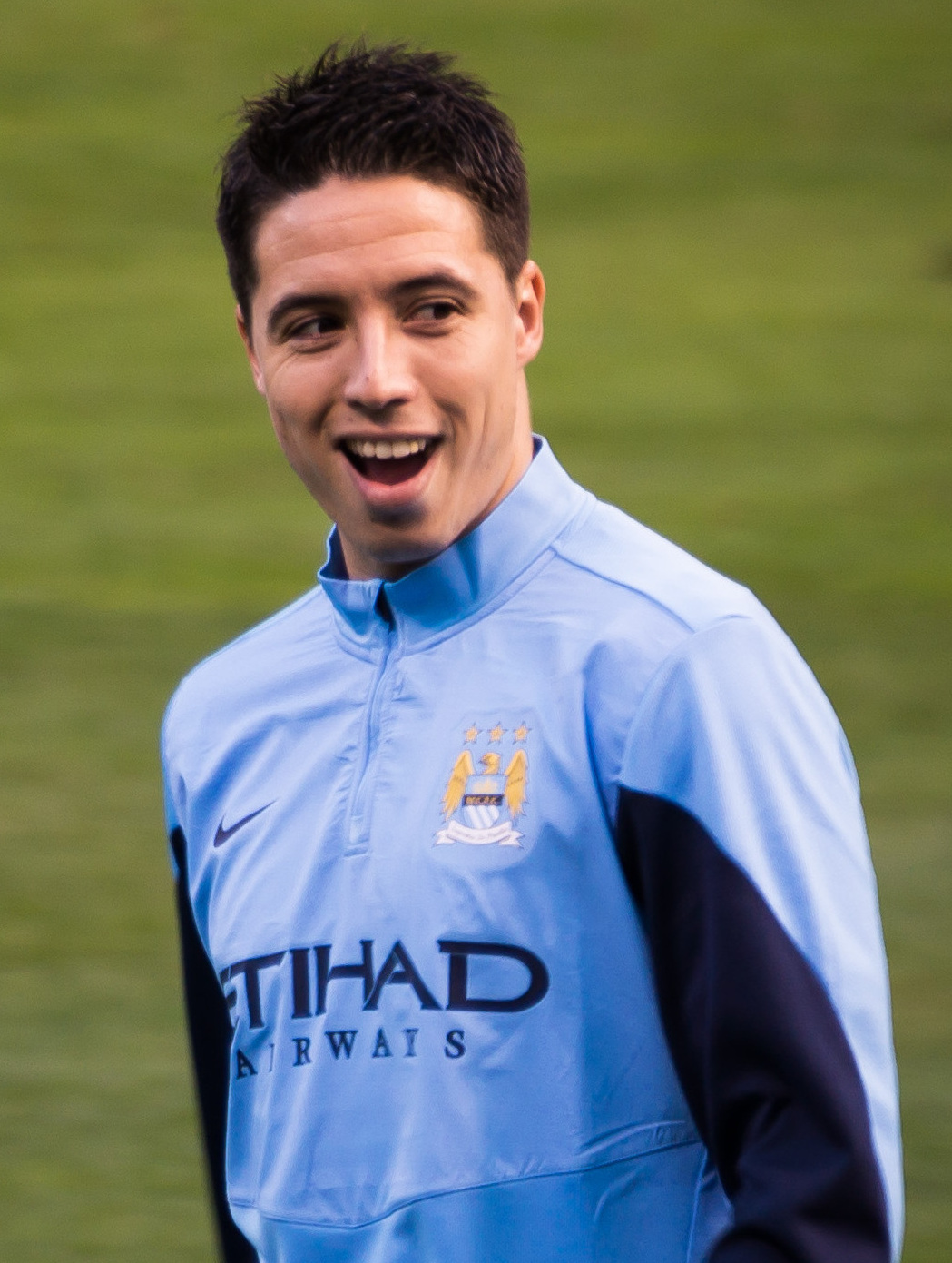
Samir Nasri (* 1987)

- Nasri, Wael (* 1997), französischer American-Football-Spieler
- Nasriddinowa, Jadgar Sadykowna (1920–2006), sowjetische Politikerin der Usbekischen SSR
- Našrihab, Herrscher von Hatra
- Nasrin, Taslima (* 1962), bangladeschische Schriftstellerin
- Nasrollahi, Farshad (* 1977), iranischer Architekt
- Naṣrū, Herrscher von Hatra
- Nasrullah Khan (1875–1920), Emir von Afghanistan

### Nass
- Nass, Birgitta, deutsche Solotänzerin
- Nass, Elmar (* 1966), deutscher römisch-katholischer Geistlicher, Theologe, Sozial- und Wirtschaftsethiker
- Naß, Florian (* 1968), deutscher Sportjournalist
- Nass, Gustav (1901–1995), deutscher Psychologe und Kriminologe
- Naß, Ingeborg (1925–1998), deutsche Schauspielerin, Kabarettistin und Chansonsängerin
- Nass, Katja (* 1968), deutsche Degenfechterin
- Nass, Klaus Otto (1931–2017), deutscher Rechtswissenschaftler, EU-Beamter, Politiker (CDU), niedersächsischer Staatssekretär und Hochschullehrer
- Naß, Matthias (* 1952), deutscher JournalistMatthias Naß (* 1952)

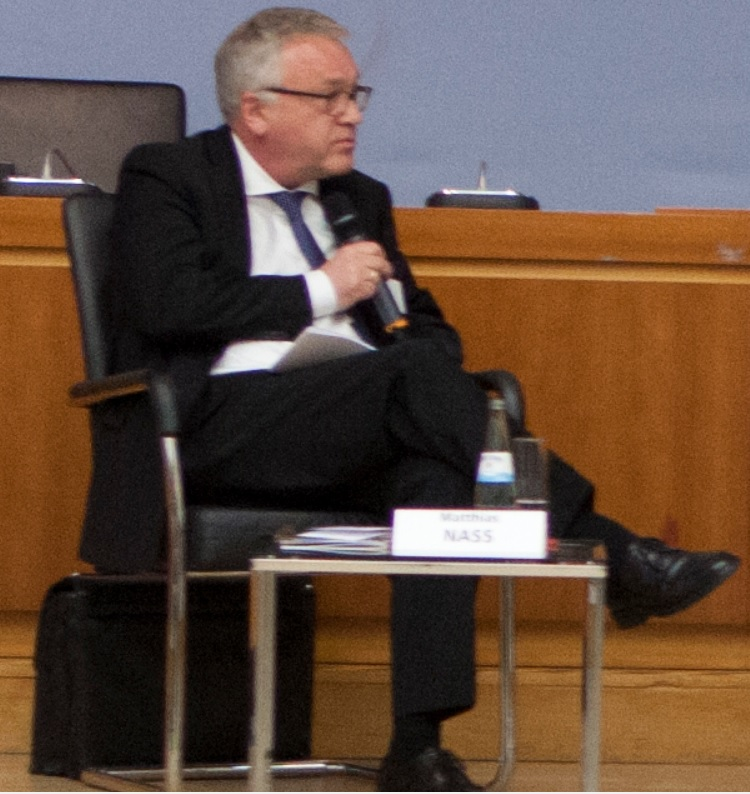
Matthias Naß (* 1952)

- Nass, Maurice, deutscher Pokerspieler
- Nass, Willi (1899–1966), deutscher Maler und Grafiker
- Nass-Edelson, Margit (* 1931), US-amerikanische Molekularbiologin
- Nassab, Hosseini (* 1959), schiitischer Ajatollah
- Nassal, Anton (1877–1949), deutscher Politiker (Zentrum, CDU), MdL Württemberg
- Nassal, Bodo (* 1960), deutscher Maler und Objektkünstler
- Nassalyk, Ihor (* 1962), ukrainischer Politiker, Minister für Energiewirtschaft und Kohleindustrie
- Nassar, Daoud (* 1970), palästinensischer Friedenshelfer
- Nassar, Elias (* 1960), libanesischer Geistlicher, emeritierter maronitischer Bischof von Sidon
- Nassar, Larry (* 1963), US-amerikanischer Arzt und Serien-SexualstraftäterLarry Nassar (* 1963)

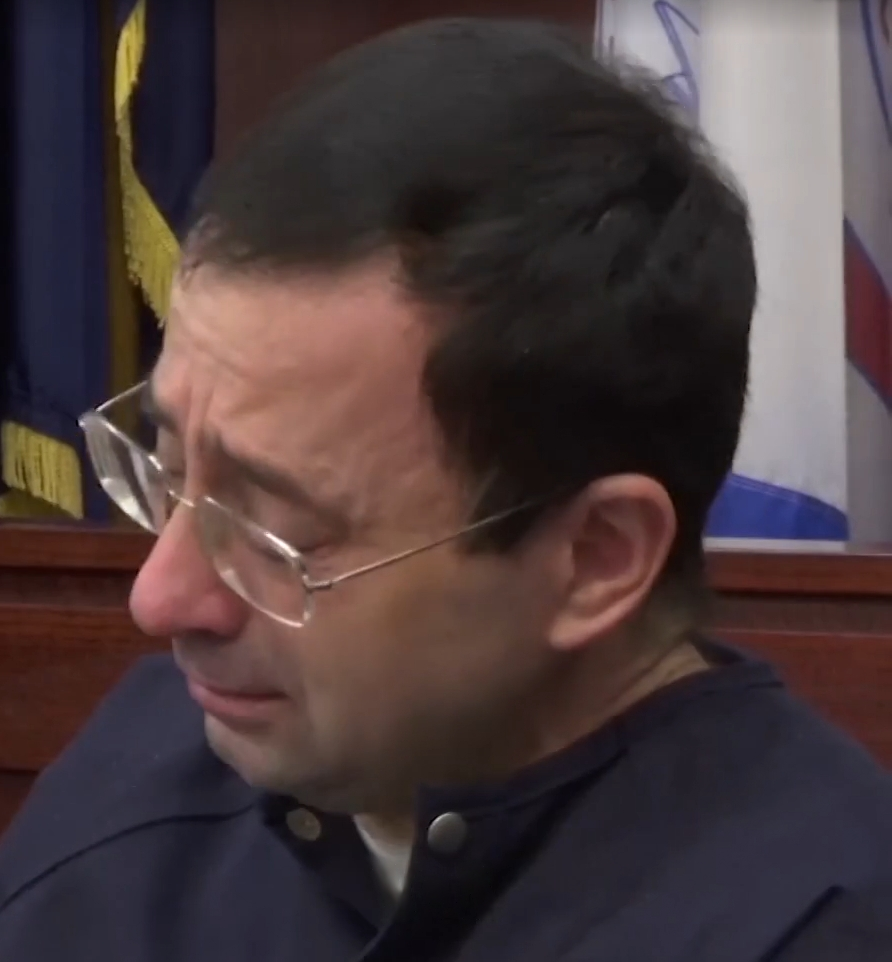
Larry Nassar (* 1963)

- Nassar, Nasif al († 1781), Scheich der schiitischen Stämme
- Nassar, Nayel (* 1991), US-amerikanischer Reiter
- Nassar, Nemr Abou (* 1983), US-amerikanisch-libanesischer Komiker
- Nassar, Raduan (* 1935), brasilianischer Schriftsteller
- Nassar, Salma (* 1991), ägyptische Squashspielerin
- Nassar, Salwa (1913–1967), libanesische Physikerin und Hochschullehrerin
- Nassar, Samir (* 1950), libanesischer Geistlicher, maronitischer Erzbischof der Erzeparchie Damaskus
- Nassar, Walid (* 1968), libanesischer Bauingenieur und Politiker
- Nassar, Zeina (* 1998), deutsche Boxerin
- Nassarre, Pablo (1654–1730), spanischer Organist, Komponist und Musiktheoretiker
- Nassaruddin († 1710), Sultan von Brunei
- Nassatisin, Michael (1876–1931), litauischer Großindustrieller und Philanthrop
- Nassau, Adolf von (1540–1568), Graf von Nassau
- Nassau, Adolf von (1889–1961), deutscher Verwaltungsjurist und Landrat
- Nassau, Christoph Erdmann von, preußischer Landrat
- Nassau, Erich (1888–1974), deutsch-israelischer Kinderarzt
- Nassau, Ernst Christoph von (1686–1755), preußischer Generalleutnant und Ritter des Schwarzen Adlerordens
- Nassau, Gerlach von (1322–1371), Erzbischof von Mainz
- Nassau, Jason John (1893–1965), US-amerikanischer Astronom
- Nassau, Katharina von († 1304), Äbtissin im Kloster Altenberg
- Nassau, Ludwig Günther von (1575–1604), Graf von Nassau-Katzenelnbogen
- Nassau, Marie von (1825–1902), deutsche Adelige
- Nassau, Nikolaus Wilhelm zu (1832–1905), preußischer General der Infanterie, Begründer der Linie der Grafen von MerenbergNikolaus Wilhelm zu Nassau (1832–1905)

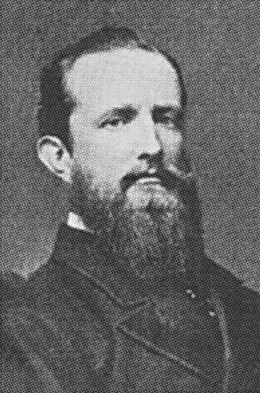
Nikolaus Wilhelm zu Nassau (1832–1905)

- Nassau, Philipp von (1566–1595), niederländischer Militär
- Nassau-Beilstein, Bernhard von († 1556), Landdrost von Westfalen
- Nassau-Beverweerd, Ludwig von (1602–1665), Herr von Beverweerd, Odijk und Lek
- Nassau-Dietz, Isabelle Charlotte von (1692–1757), nassauische Prinzessin
- Nassau-Dillenburg, Adelheid von, durch Heirat Gräfin von Nassau-Dillenburg, als Witwe Äbtissin im Kloster Keppel
- Nassau-Dillenburg, Charlotta Amalia von (1680–1738), durch Heirat Fürstin von Nassau-Usingen
- Nassau-Dillenburg, Ludwig Heinrich von (1681–1710), Prinz zu Nassau-Dillenburg und kurpfälzischer Obrist
- Nassau-Hadamar, Anna von († 1355), durch Heirat Gräfin von Nassau-Hadamar
- Nassau-Hadamar, Claudia Franziska von (1660–1680), deutsche Adlige
- Nassau-Idstein, Gustav Adolf von (1632–1664), Graf von Nassau-Idstein, Oberst und Regimentskommandeur
- Nassau-Idstein, Philipp II. von (1516–1566), Regent von Nassau-Wiesbaden-Idstein
- Nassau-LaLecq, Moritz Ludwig I. von (1631–1683), Herr von Lek und Beverweerd
- Nassau-LaLecq, Moritz Ludwig II. von († 1740), Herr von Lek und Beverweerd
- Nassau-Odijk, Willem Adriaan van (1632–1705), niederländischer Offizier und Diplomat
- Nassau-Ottweiler, Christiane Charlotte von (1685–1761), Gräfin von Nassau-Saarbrücken, Landgräfin von Hessen-Homburg
- Nassau-Ouwerkerk, Heinrich von (1640–1708), niederländischer, später englischer Militärführer, Herr auf Ouwerkerk und Woudenberg
- Nassau-Saarbrücken, Anna von (1508–1582), Äbtissin des Klosters Herbitzheim
- Nassau-Saarbrücken, Johann Ludwig von (1524–1542), Domherr in Köln, Trier und Straßburg
- Nassau-Saarbrücken, Johannetta von (1496–1556), Äbtissin des Klosters Herbitzheim
- Nassau-Saarbrücken, Karoline von (1704–1774), durch Heirat Pfalzgräfin und Herzogin von Pfalz-ZweibrückenKaroline von Nassau-Saarbrücken (1704–1774)

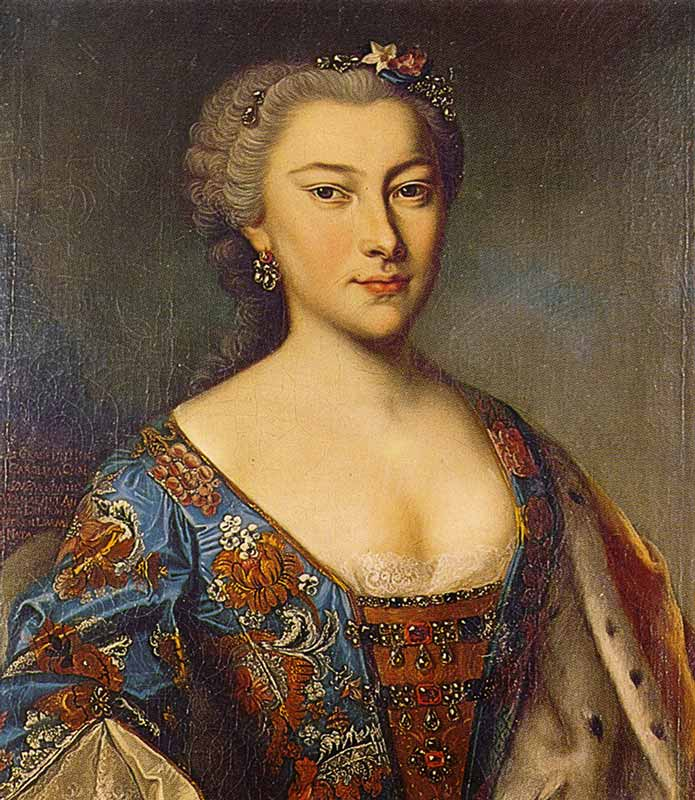
Karoline von Nassau-Saarbrücken (1704–1774)

- Nassau-Saarbrücken-Weilburg, Anna Eleonora von (1602–1685), Gräfin aus dem Haus Nassau-Saarbrücken-Weilburg; durch Ehe Herzogin von Württemberg-Mömpelgard
- Nassau-Siegen, Immanuel Ignaz von (1688–1735), Offizier in spanischen und österreichisch-kaiserlichen Diensten sowie Administrator von Nassau-Siegen
- Nassau-Siegen, Karl Heinrich von (1743–1808), französischer Abenteurer und Seesoldat
- Nassau-Usingen, Johann Adolph von (1740–1793), Graf zu Saarbrücken und Saarwerden, französischer und königlich preußischer Generalmajor
- Nassau-Usingen, Walrad (1635–1702), deutscher Fürst und Begründer der Linie von Nassau-Usingen
- Nassau-Zuylestein, Willem Hendrik van (1649–1708), niederländischer Diplomat
- Nassauer, Anne (* 1982), deutsche Soziologin und Hochschullehrerin
- Nassauer, Ernst (1901–1944), deutscher Politiker (NSDAP), MdR
- Nassauer, Gudrun (* 1981), deutsche katholische Theologin
- Nassauer, Hartmut (* 1942), deutscher Politiker (CDU), MdL und Innenminister von Hessen, MdEP
- Nassauer, Max (1869–1931), deutscher Gynäkologe und Schriftsteller
- Nassauer, Otfried (1956–2020), deutscher Journalist und Friedensforscher
- Nassauer, Peter (* 1951), deutscher Schauspieler und Regisseur
- Nasse, Albert (1878–1910), US-amerikanischer Ruderer
- Nasse, Arthur (1882–1969), deutscher Ministerialbeamter
- Nasse, Berthold von (1831–1906), preußischer Staatsbeamter
- Nasse, Christian Friedrich (1778–1851), deutscher Psychiater
- Nasse, Dietrich (1860–1898), deutscher Chirurg
- Nasse, Ernst von (1875–1931), preußischer Landrat der Kreise Bernkastel, Fulda und Hagen
- Nasse, Erwin (1829–1890), deutscher Nationalökonom
- Nasse, Erwin von (1869–1920), preußischer Landrat des Kreises Kreuznach
- Nasse, Friedrich (1859–1920), deutscher Landrat
- Nasse, Hermann (1807–1892), deutscher Mediziner und Hochschullehrer
- Nasse, Hermann (1873–1944), deutscher Kunsthistoriker
- Nasse, Karl Friedrich Werner (1822–1889), deutscher Psychiater
- Nasse, Otto (1839–1903), deutscher Mediziner und Hochschullehrer
- Nasse, Philippe (1939–2008), französischer Ökonom und Statistiker
- Nasse, Wilhelm (* 1780), deutsch-russischer Chemiker und Pharmazeut
- Nasse-Meyfarth, Ulrike (* 1956), deutsche Hochspringerin und zweifache OlympiasiegerinUlrike Nasse-Meyfarth (* 1956)

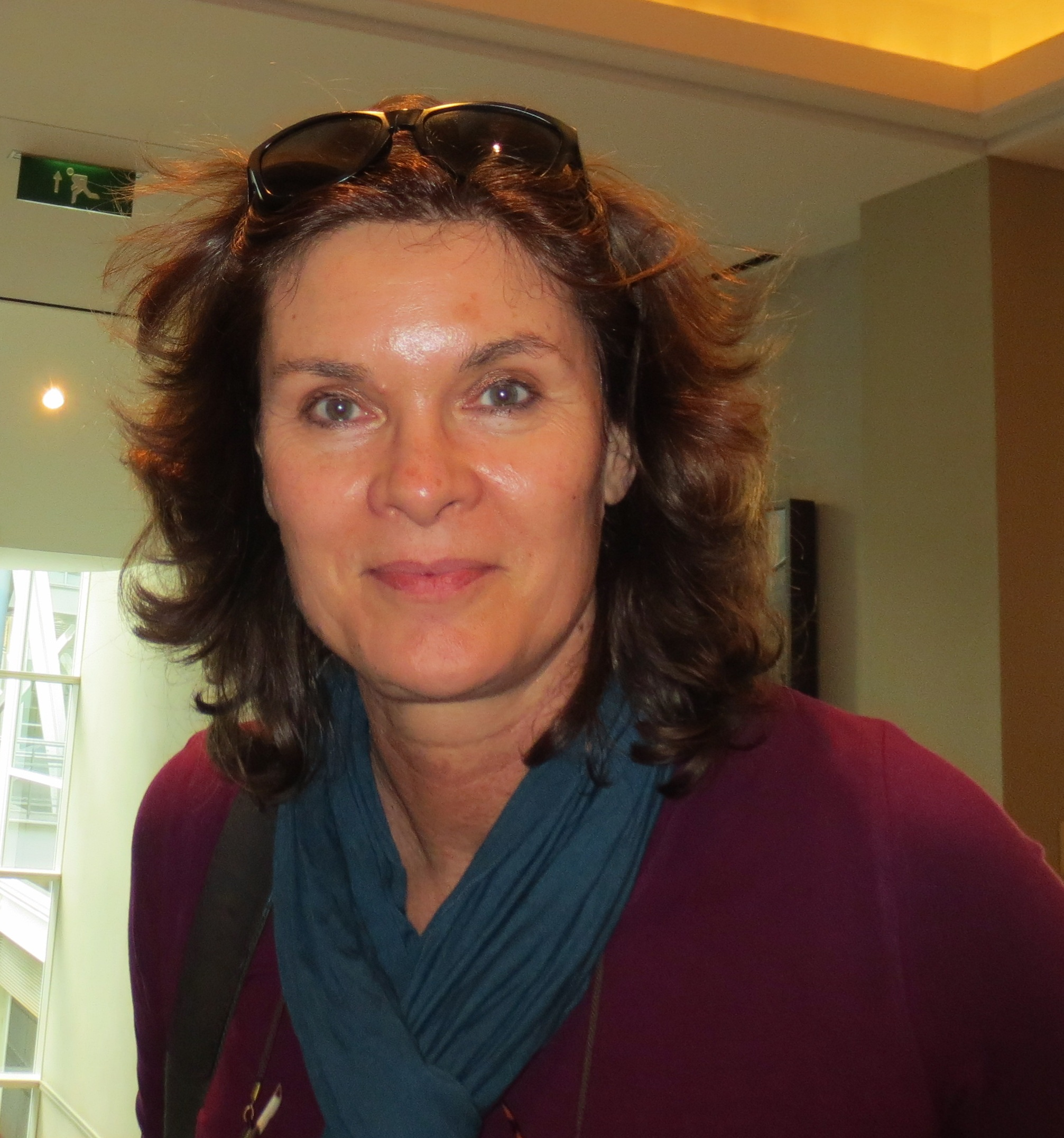
Ulrike Nasse-Meyfarth (* 1956)

- Nassedkin, Alexei Arkadjewitsch (1942–2014), russischer Pianist, Komponist und Hochschullehrer
- Nassedkin, Wassili Fjodorowitsch (1895–1938), russisch-sowjetischer Schriftsteller
- Nassehi, Armin (* 1960), deutscher Soziologe
- Nasser Zefzafi (* 1979), marokkanischer Führer der Rif-Bewegung
- Nasser, Amin H., saudischer Unternehmer und Manager
- Nasser, Gamal Abdel (1918–1970), ägyptischer Politiker
- Nasser, Jacques (* 1947), australischer Manager
- Nasser, Jamil (1932–2010), US-amerikanischer Jazzbassist
- Nasser, Johann Adolf (1753–1828), deutscher Hochschullehrer, außerordentlicher Professor für Philosophie, klassische und deutsche Literatur, Archäologie und Kunst an der Universität Kiel
- Nasser, Menna (* 1994), ägyptische Squashspielerin
- Nasser, Miranda (* 1994), schwedische Handballspielerin
- Nasser, Nassir Abdulaziz al- (* 1952), katarischer Diplomat
- Nasser, Nissim (* 1968), libanesisch-israelischer Spion
- Nasser, Sami (* 1983), deutscher Schauspieler und Sänger
- Nasser, Zaid, US-amerikanischer Jazzmusiker und Komponist
- Nasseri, Ali Seif (1950–2012), deutsch-iranischer Maler, Bühnenbildner und Kulturmanager
- Nasseri, Mehran Karimi (1945–2022), iranischer Mann, der achtzehn Jahre lang im Pariser Flughafen „Charles de Gaulle“ lebteMehran Karimi Nasseri (1945–2022)

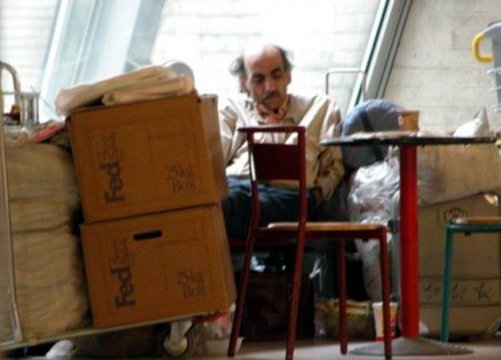
Mehran Karimi Nasseri (1945–2022)

- Nasseri, Modjtaba (1928–2016), iranisch-deutscher Mediziner und Wissenschaftler
- Nasseri, Soheil (* 1978), US-amerikanischer Pianist
- Nasseri, Timo (* 1972), deutscher Fotograf
- Nassermann (* 1976), deutscher Künstler
- Nassewitsch, Sergei Walentinowitsch (* 1963), sowjetischer bzw. russischer Ringer
- Naßhan, Kevin (* 1992), deutscher Jazzmusiker (Schlagzeug, Komposition) und Bigband-Leader
- Nassi, Isaac (* 1949), US-amerikanischer Informatiker
- Nassib Bundo († 1906), aus dem Volk der Yao stammender Sklave in Somalia
- Nassib, Carl (* 1993), US-amerikanischer FootballspielerCarl Nassib (* 1993)

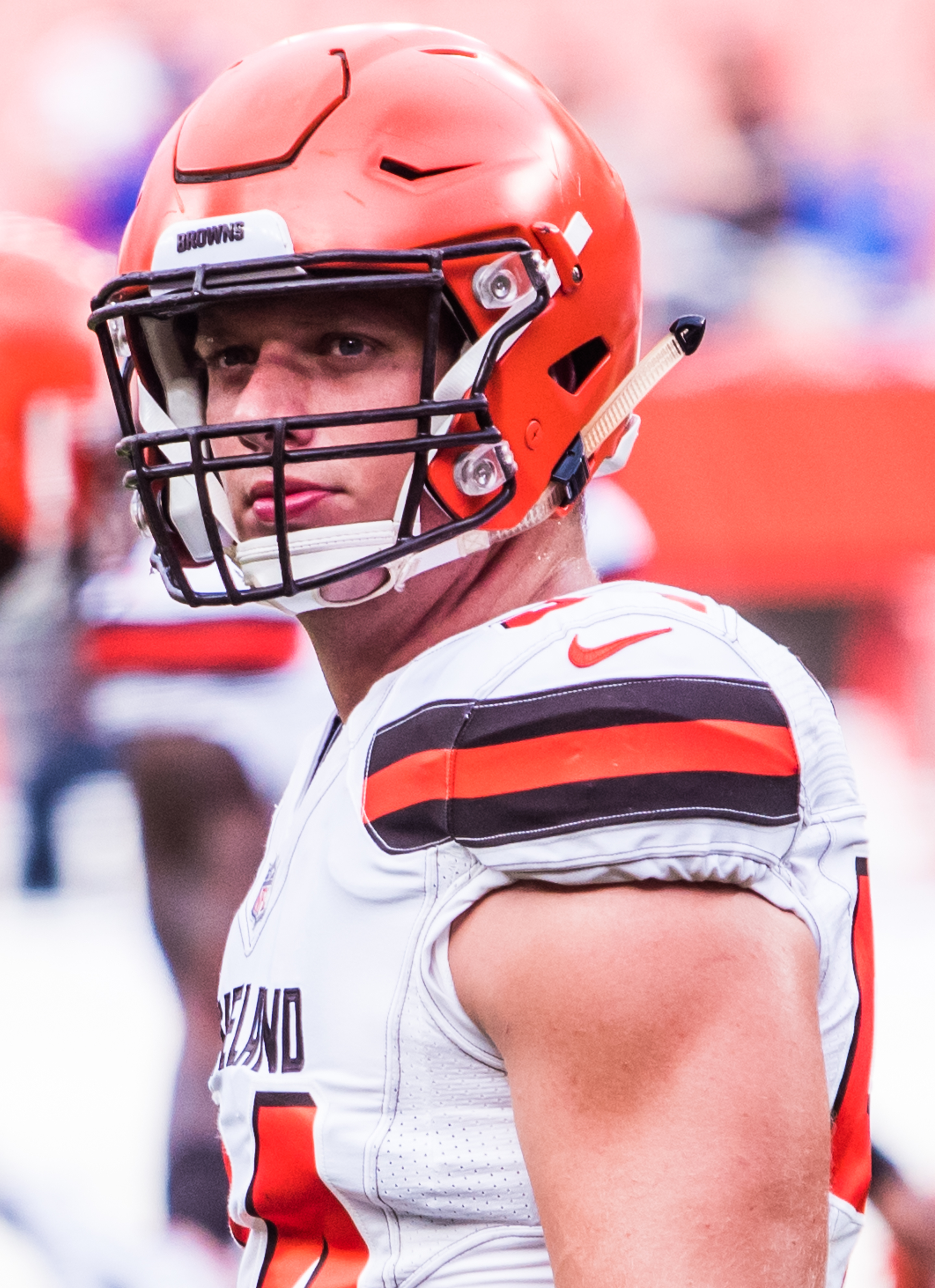
Carl Nassib (* 1993)

- Nassibow, Parwis (* 1998), ukrainischer Griechisch-römischer Ringer
- Nassibullin, Ruslan Rafikowitsch (* 1981), russischer Florettfechter
- Nassidse, Sulchan (1927–1996), georgischer Komponist und Pianist
- Nassiet, Henri (1895–1977), französischer Schauspieler
- Nassif, Antoine (* 1969), libanesischer Geistlicher, syrisch-katholischer Exarch von Kanada
- Nassif, Christian (* 1994), zentralafrikanischer Schwimmer
- Nassif, Till (* 1971), deutscher Moderator, Redakteur und Autor
- Nassir al-Ghanim (* 1961), kuwaitischer Fußballspieler
- Nassir, Ali (* 1951), deutsch-iranischer Maler
- Nassiri, Mohammad (* 1945), iranischer Gewichtheber
- Nassiri, Nematollah (1910–1979), iranischer Politiker, Geheimdienstminister des IranNematollah Nassiri (1910–1979)

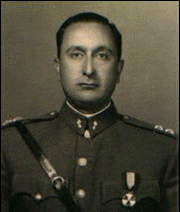
Nematollah Nassiri (1910–1979)

- Nassirin, Kaveh (* 1965), iranisch-deutscher Publizist, Autor und philosophischer Essayist
- Nassise, Joseph (* 1968), US-amerikanischer Schriftsteller
- Nassivera, Marco (* 1965), französisch-italienischer Journalist
- Naßmacher, Hiltrud (1942–2016), deutsche Politikwissenschaftlerin
- Naßmacher, Karl-Heinz (* 1941), deutscher Politikwissenschaftler
- Nassoh, Mohamed (* 2003), niederländischer Fußballspieler
- Nassonow, Nikolai Wiktorowitsch (1855–1939), russischer beziehungsweise sowjetischer Zoologe
- Nassyko, Denys (* 1995), ukrainischer Biathlet
- Nassyrow, Eldar Ilgisowitsch (* 1986), russischer Handballspieler
- Nassyrow, Islamschan Kassymschanowitsch (* 1998), russischer Fußballspieler
- Nassyrow, Selimchan (* 2003), kasachischer Leichtathlet

### Nast
- Nast, Bernhard (1924–2001), deutscher Grafiker und Illustrator in der DDR
- Nast, Clara (* 1866), deutsche Schriftstellerin und Kinderbuchautorin
- Nast, Condé Montrose (1873–1942), US-amerikanischer Journalist und Verleger
- Nast, Johann Jakob Heinrich (1751–1822), deutscher klassischer Philologe und lutherischer Geistlicher
- Nast, Johann Nepomuk Hermann (1754–1817), Porzellanfabrikant
- Nast, Klaus (1934–2017), deutscher Bergbauingenieur
- Nast, Michael (* 1975), deutscher Schriftsteller und Kolumnist
- Nast, Minnie (1874–1956), deutsche Opernsängerin (Koloratursopran und lyrischer Sopran)
- Nast, Oskar (1849–1907), deutscher Stadtschultheiß und Oberbürgermeister von Cannstatt
- Nast, Thomas (1840–1902), deutsch-amerikanischer KarikaturistThomas Nast (1840–1902)

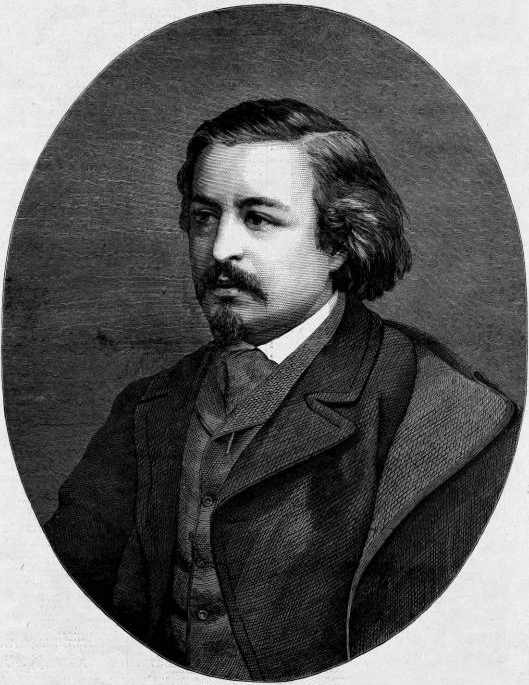
Thomas Nast (1840–1902)

- Nast, Wilhelm (1807–1899), religiöser Führer und Herausgeber
- Nast, Wolfgang (1805–1856), bayerischer katholischer Geistlicher
- Nast-Kolb, Dieter (1954–2015), deutscher Mediziner
- Nast-Kolb, Rolf (1922–2012), deutscher Ministerialbeamter und Bundesrichter
- Nasta, Marius (1890–1965), rumänischer Mediziner
- Năstac, Alec (* 1949), rumänischer Mittelgewichtsboxer
- Nastainczyk, Wolfgang (1932–2019), deutscher katholischer Religionspädagoge
- Nastali, Wolfgang (1951–2017), deutscher Schriftsteller in den Bereichen Belletristik und Sachbuch
- Nastansky, Ludwig (* 1941), deutscher Wirtschaftsinformatiker
- Năstase, Adrian (* 1950), rumänischer Politiker
- Năstase, Andrei (* 1975), moldauischer Rechtsanwalt, Bürgeraktivist und Politiker, Abgeordneter im Parlament der Republik Moldau
- Năstase, Ilie (* 1946), rumänischer Tennisspieler, Politiker und SportfunktionärIlie Năstase (* 1946)

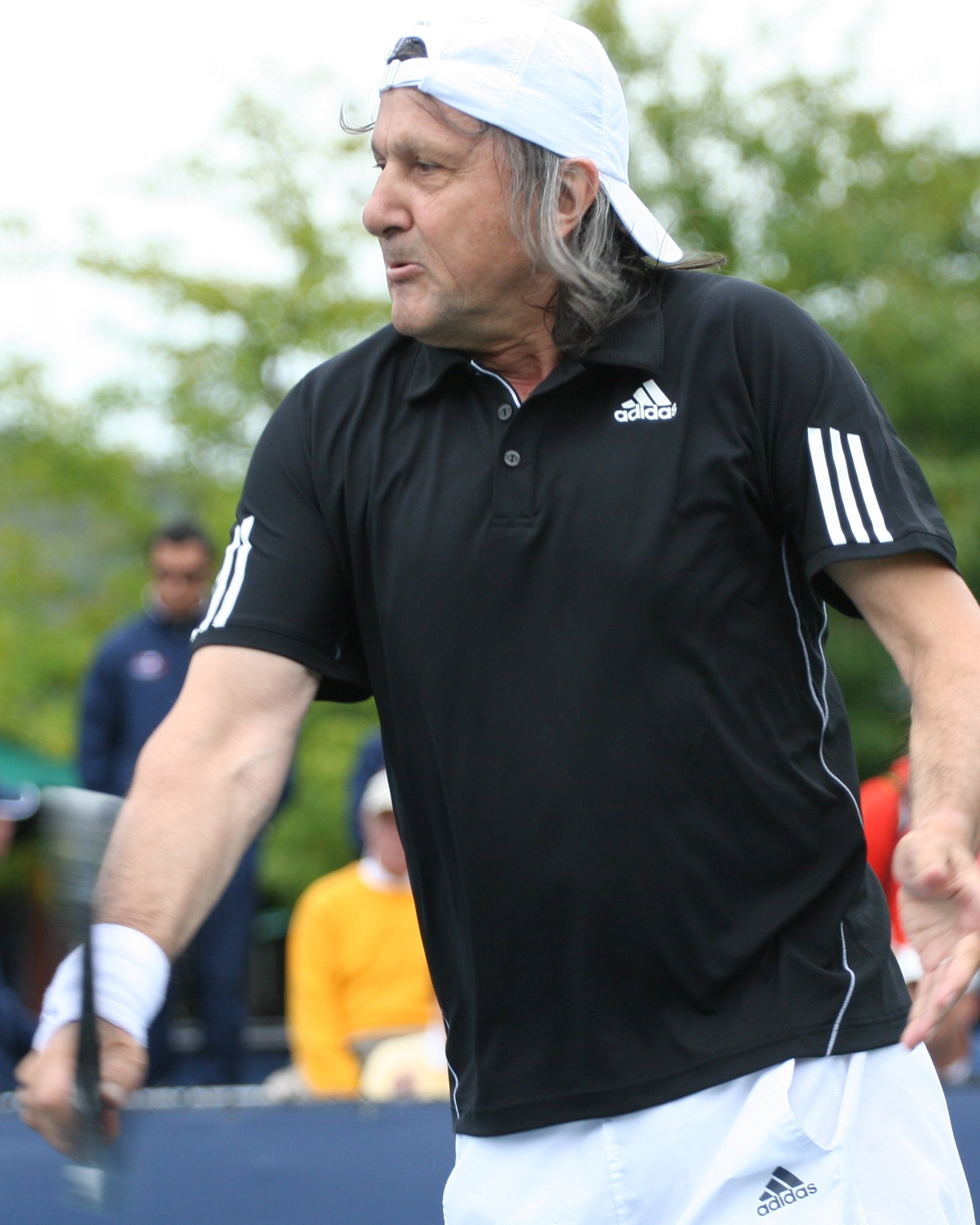
Ilie Năstase (* 1946)

- Năstase, Liliana (* 1962), rumänische Siebenkämpferin und Hürdenläuferin
- Năstase, Valentin (* 1974), rumänischer Fußballspieler
- Năstase, Vasile (* 1962), rumänischer Ruderer
- Năstase, Viorel (* 1953), rumänischer Fußballspieler
- Nastasen, nubischer König
- Nastasi, Michele (* 1980), italienischer Fotograf
- Nastasi, Mirjam (* 1946), niederländische Flötistin, Musikwissenschaftlerin und Hochschulrektorin
- Nastasia, Nina, US-amerikanische Sängerin und Songwriterin
- Nastasić, Matija (* 1993), serbischer Fußballspieler
- Nastasijević, Momčilo (1894–1938), serbischer Lyriker
- Nastelski, Karl (1899–1972), deutscher Richter am Bundesgerichtshof
- Nasten, Herrscher in Baktrien
- Naster, Mario (* 1965), deutscher Eishockeyspieler
- Nastić, Żaklin (* 1980), polnisch-deutsche Politikerin (BSW, Die Linke), MdBŻaklin Nastić (* 1980)

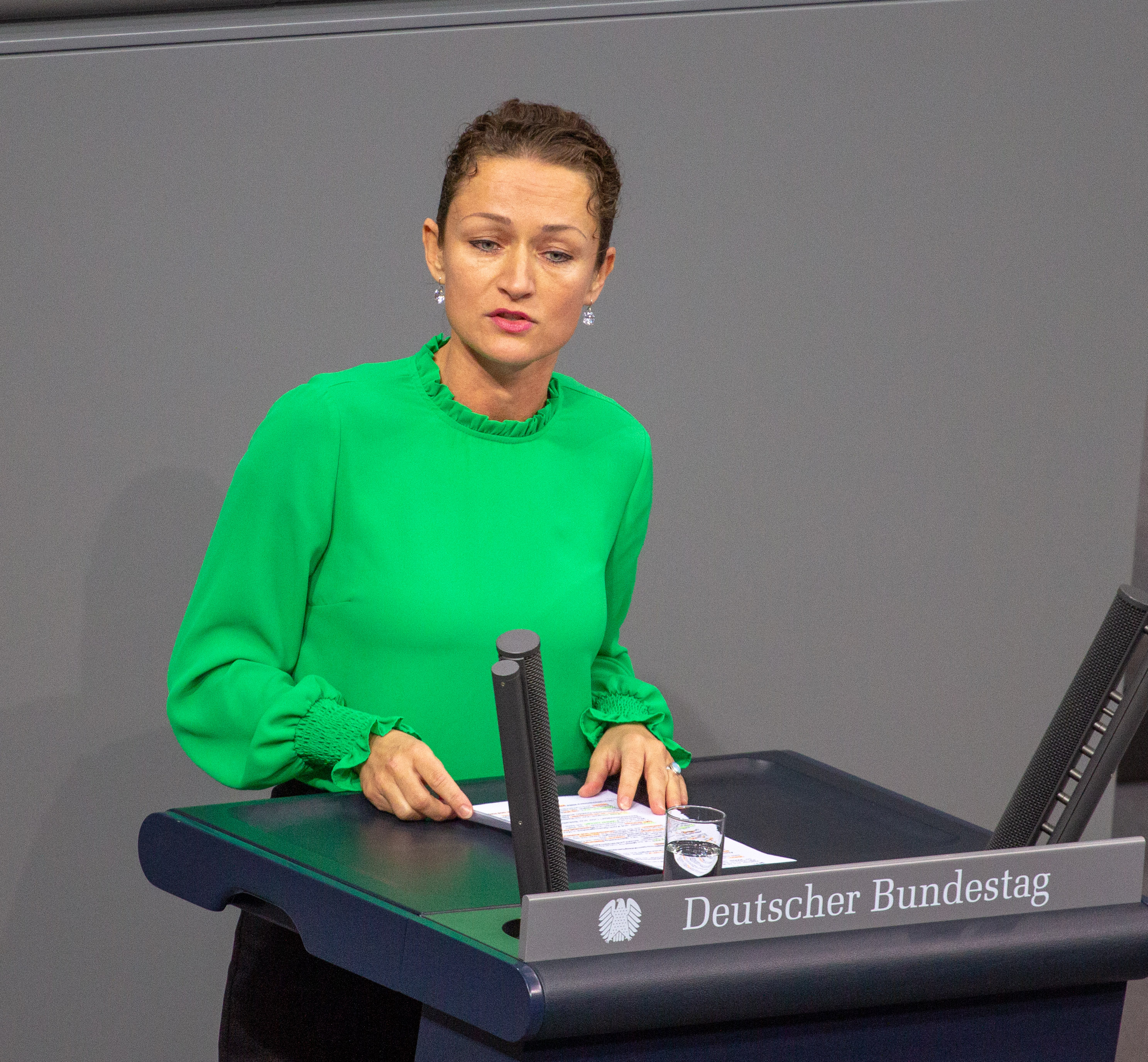
Żaklin Nastić (* 1980)

- Nastiuk, Kevin (* 1985), kanadischer Eishockeytorwart
- Nastold, Hans-Joachim (1929–2004), deutscher Mathematiker
- Nastoll, Roger (1944–1990), deutscher Schriftsteller
- Nastula, Paweł (* 1970), polnischer Judoka
- Nasty, Luke (* 1991), US-amerikanischer Rapper
- Nasty, Rico (* 1997), US-amerikanische Rapperin und Sängerin

### Nasu
- Nasu, Daisuke (* 1981), japanischer Fußballspieler
- Nasu, Jin’yū (* 1999), japanischer Fußballspieler
- Nasu, Koichi (1947–2003), japanischer Maler, Grafiker und Objektkünstler
- Nasu, Maiko (* 1984), japanische Fußballspielerin
- Nasu, Mayu (* 1996), japanische Stabhochspringerin
- Nasu, Shin’ya (* 1978), japanischer Fußballspieler
- Nasuh, Matrakçı, osmanischer Miniaturmaler
- Nasuhoğulları, Onur (* 1983), türkischer Fußballspieler
- Nasuhzade Ali Pascha († 1822), Großadmiral der osmanischen MarineNasuhzade Ali Pascha († 1822)

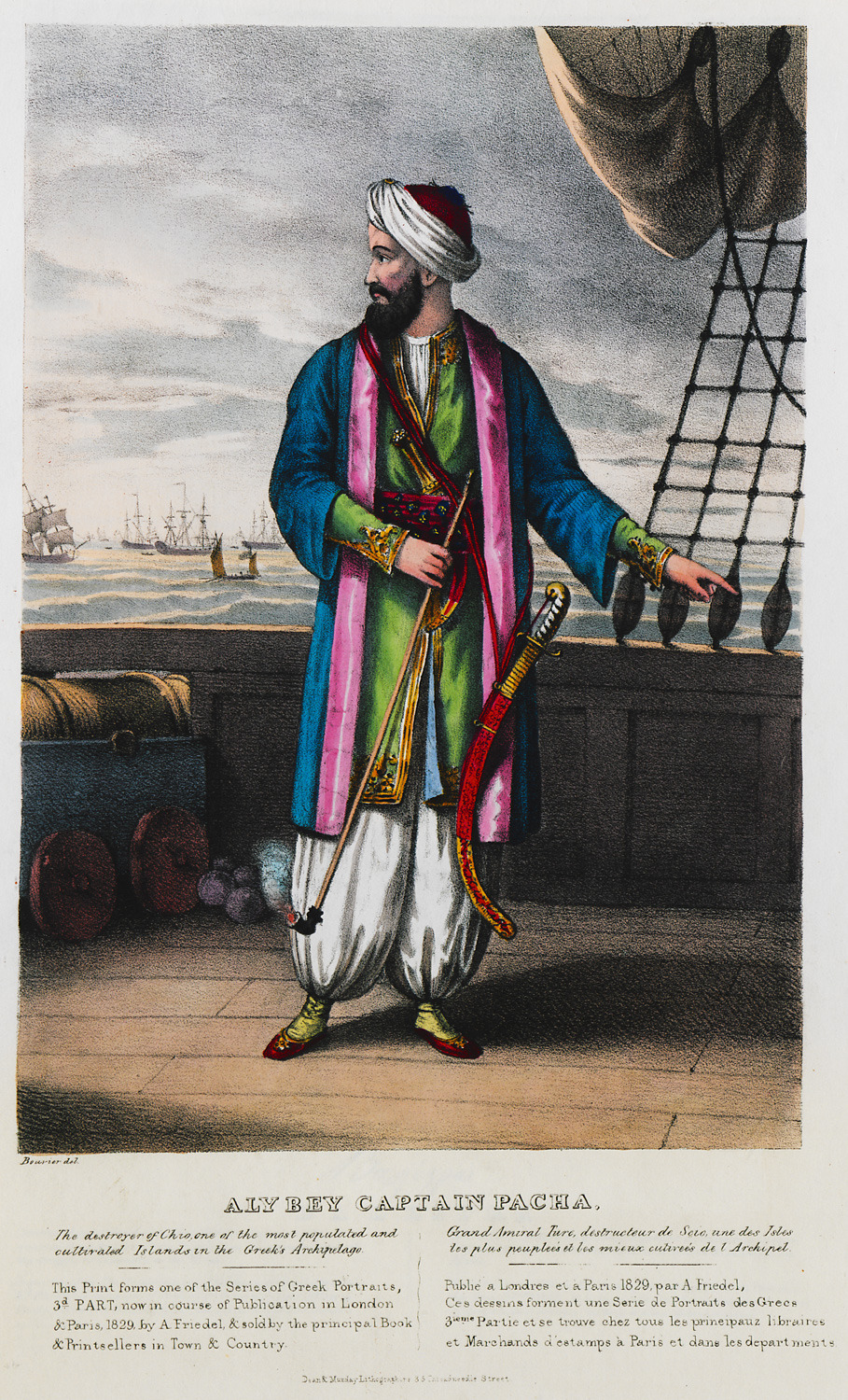
Nasuhzade Ali Pascha († 1822)

- Nasukawa, Masahiro (* 1986), japanischer Fußballspieler
- Nasukawa, Mizuho (* 1979), japanische Langstreckenläuferin
- Nasuno, Mitsuru (* 1963), japanischer Improvisationsmusiker (E-Bass)
- Nasution, Abdul Haris (1918–2000), indonesischer General und Politiker
- Nasution, Harun (1919–1998), indonesischer Islamwissenschaftler und muslimischer Reformer
- Nasution, Irsal, indonesischer Poolbillardspieler

### Nasv
- Nasvytis, Algimantas (1928–2018), litauischer Hochschullehrer und Politiker

### Nasw
- Naswlischwili, Nino (* 2003), georgische Tennisspielerin

### Nasy
- Nasybullin, Daniel Radikowitsch (* 1986), russischer Eishockeyspieler

### Nasz
- Naszkowski, Marian (1912–1996), polnischer Politiker, Mitglied des Sejm (PZPR), Vizeminister, Staatssekretär, Botschafter in der Sowjetunion
- Naszvady, Johann von, nobilitierter Stuhlrichter im Comitat Moson